# Silène (plante)
Silene
Pour les articles homonymes, voir Silène.
Genre
Classification phylogénétique
Le Silène  (Silene) est un genre de plantes herbacées, annuelles ou vivaces de la famille des Caryophyllacées, comprenant plus de 800 espèces, dont celles des anciens genres Cucubalus, Lychnis, Melandryum et Viscaria. Il s'étend sur les régions tempérées d'Europe, d'Amérique du Nord, d'Asie et d'Afrique. 
Les Silènes sont des plantes sauvages que l'homme a parfois apprivoisées. Elles s'épanouissent de manière spontanée dans les talus, les prés et aux bords des routes.

## Étymologie
Le nom de genre Silene est certainement lié au personnage de Silène, père adoptif et précepteur de Dionysos, toujours représenté avec un ventre enflé semblable aux calices de nombreuses espèces, par exemple S. vulgaris (le Silène enflé) ou S. conica au calice en outre ou parce que les taches qu'on trouve sur les pétales de quelques Silènes ont la couleur du vin et rappellent ce dieu de l'ivrognerie.

## Caractéristiques
Ce sont des plantes à feuilles opposées, glabres ou duveteuses. Les fleurs sont en grappes lâches. Le calice est tubulaire portant de 10 à 30 nervures et se termine par 5 dents. Les 5 pétales sont bilobés ou finement divisés en lanières. Il y a 10 étamines, et 3 (parfois 5) styles. Plusieurs espèces ont ou peuvent avoir des fleurs unisexuées (notamment S. dioica et S. latifolia). Dans ce cas le calice des fleurs femelles est généralement plus enflé que celui des fleurs mâles. Ce calice gamosépale enflé est peut-être une protection contre les bourdons munis d'un proboscis court (Bombus lucorum, Bombus terrestris, Bombus wurflenii) et qui ont tendance à perforer la base des sépales (laissant un trou caractéristique) pour atteindre le nectar produit par les petits nectaires sans assurer la pollinisation. Ce renflement est probablement un avantage adaptatif qui limite l'impact de ces pillards.
Beaucoup de Silènes ne s'ouvrent pas avant le crépuscule. Elles dégagent un fort parfum qui attire sur une relative grande distance les papillons de nuit qui viennent sucer leur nectar. Selon le principe de l'allocation des ressources, il existerait un compromis évolutif entre différents traits d'attractivité : les fleurs blanches pollinisées principalement par les papillons nocturnes pour qui la vue est accessoire, n'investissent pas dans la coloration des pétales mais émettent des odeurs florales (en) qui contribuent à l'attraction de ces pollinisateurs et leur guidage vers les organes reproducteurs,.
Les fruits sont généralement des capsules loculicides (à 5 loges), portées par un "pied" et surmontées d'une couronne dentée qui se ferme par temps humide et s'ouvre en période sèche : ces mouvements assurent la dissémination des graines par autochorie. Il faut enlever le calice qui est persistant pour voir ces capsules. C'est une baie dans l'espèce Silene baccifera.
À partir du tissu placentaire de fruits de Silene stenophylla stockés par des écureuils il y a plus de 32 000 ans et retrouvés dans du pergélisol en Sibérie, des chercheurs ont réussi à régénérer cette plante.

## Liste des espèces

### Par région

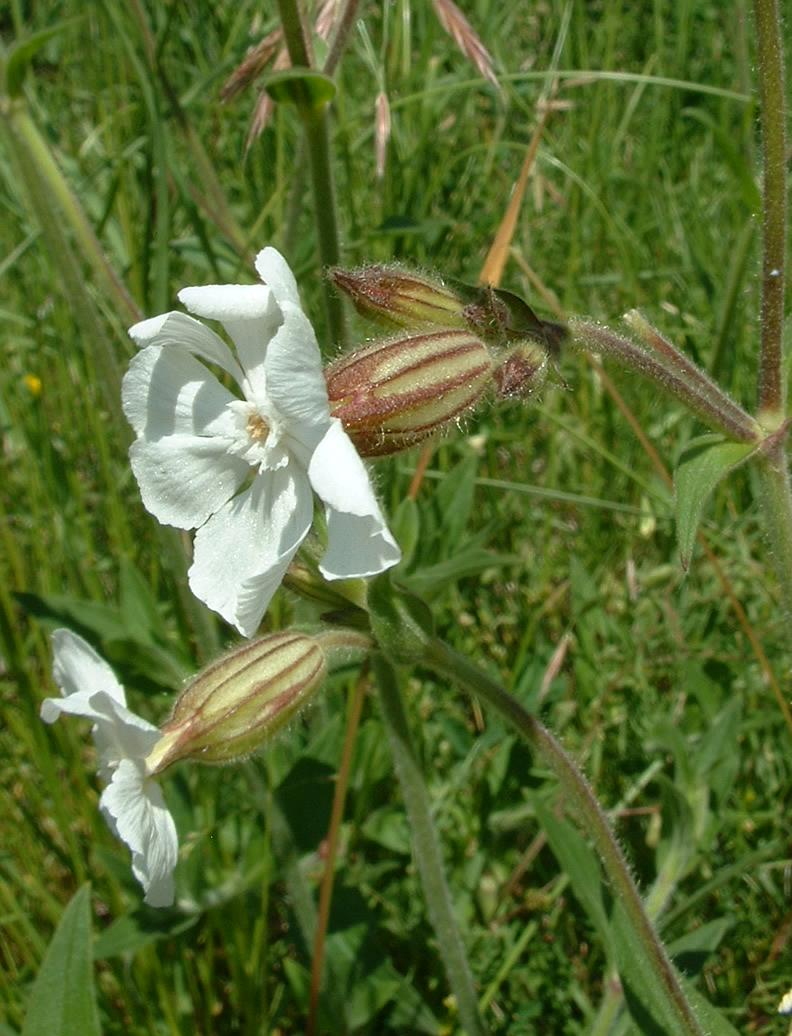
Silene latifolia ou Silène à feuilles larges ou « compagnon blanc ».

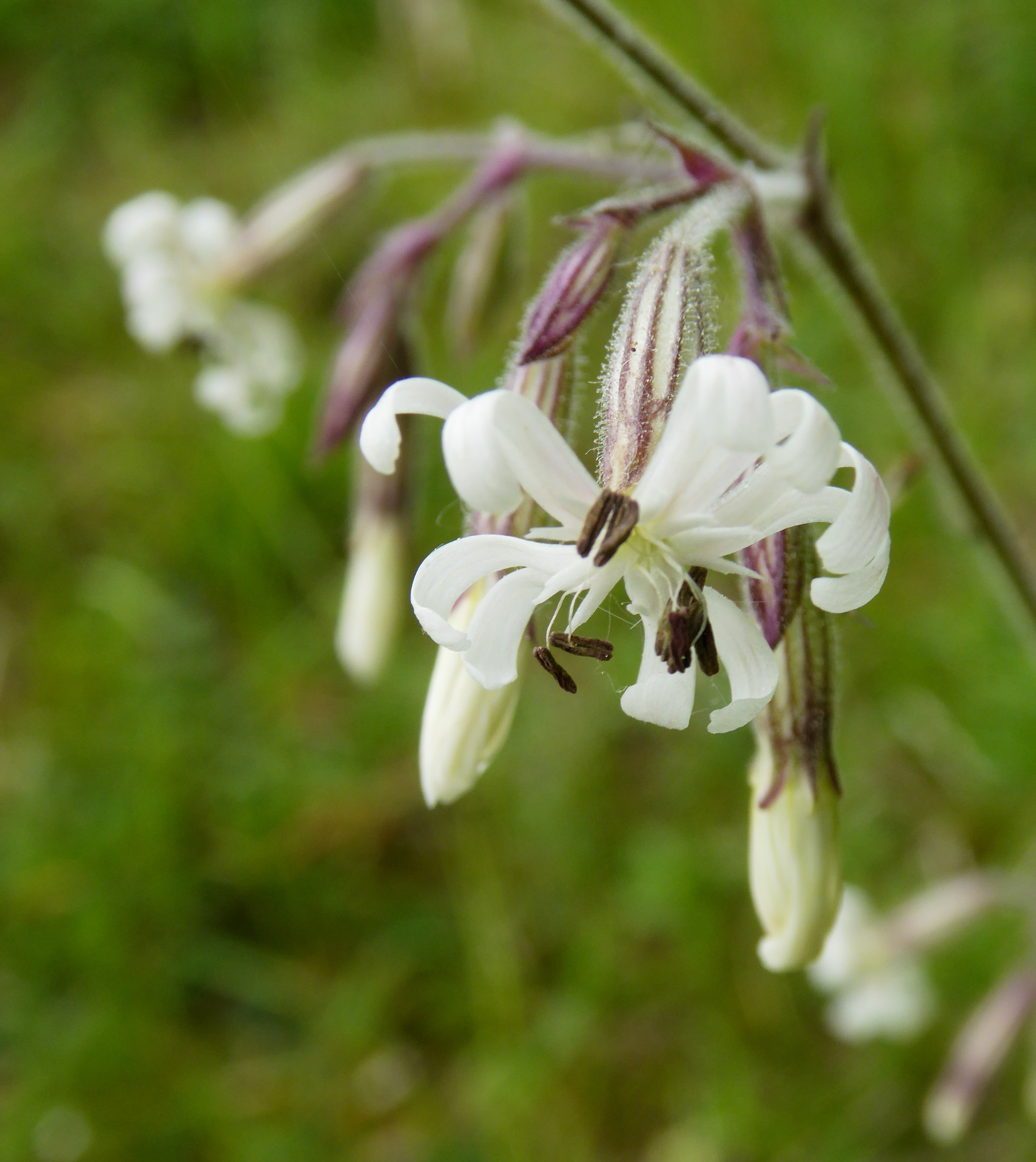
Microbotryum violaceum (stricto sensu) parasitant les anthères de Silene nutans et provoquant la maladie du charbon des anthères.

- Flore européenne (espèces présentes en France)
  - Silene acaulis (L.) Jacq. - Silène acaule
  - Silene alpestris Jacq.
  - Silene apetala Willd.
  - Silene armeria L. - Silène à bouquets ou Silène arméria
  - Silene baccifera (L.) Roth - Coulichon[8]
  - Silene badaroi Breistr.
  - Silene behen L.
  - Silene bellidifolia Juss. ex Jacq.
  - Silene borderei Jord.
  - Silene campanula Pers.
  - Silene catholica (L.) W.T.Aiton
  - Silene cattariniana Ferrarini & Cecchi
  - Silene chalcedonica (L.) E.H.L.Krause
  - Silene ciliata Pourr.
  - Silene cinerea Desf.
  - Silene coeli-rosa (L.) Godr.
  - Silene colorata Poir.
  - Silene colpophylla Wrigley
  - Silene conica L. - Silène conique
  - Silene conoidea L.
  - Silene cordifolia All.
  - Silene coronaria (L.) Clairv. - Coquelourde des jardins
  - Silene crassipes Fenzl
  - Silene cretica L.
  - Silene cserei Baumg.
  - Silene dichotoma Ehrh.
  - Silene dioica (L.) Clairv. - Compagnon rouge
  - Silene disticha Willd.
  - Silene diversifolia Otth
  - Silene flos-cuculi (L.) Clairv. - (syn.: Lychnis flos-cuculi) - Lychnis fleur de coucou
  - Silene flos-jovis (L.) Greuter & Burdet - (syn.: Lychnis flos-jovis) - Lychnis fleur de Jupiter
  - Silene fuscata Link ex Brot.
  - Silene gallica L. - Silène de France.
  - Silene graminea Vis. ex Rchb.
  - Silene inaperta L.
  - Silene italica (L.) Pers.
  - Silene latifolia Poir., 1789 - Compagnon blanc
  - Silene laeta (Aiton) Godr.
  - Silene linicola C.C.Gmel.
  - Silene lydia Boiss.
  - Silene montserratii (Fern.Casas) Mayol & Rosselló
  - Silene multicaulis Guss.
  - Silene muscipula L.
  - Silene neglecta Ten.
  - Silene nemoralis Waldst. & Kit.
  - Silene nicaeensis All.
  - Silene noctiflora L.
  - Silene nocturna L.
  - Silene nodulosa Viv
  - Silene nutans L. - Silène penché
  - Silene otites (L.) Wibel
  - Silene paradoxa L. - Silène paradoxal
  - Silene pendula L.
  - Silene petrarchae Ferrarini & Cecchi
  - Silene pichiana Ferrarini & Cecchi
  - Silene portensis L.
  - Silene pusilla Waldst. & Kit.
  - Silene pratensis Godr. in Gren. synonyme de Silene latifolia Poir. - Compagnon blanc
  - Silene requienii Otth
  - Silene saxifraga L.
  - Silene schafta C.C.Gmel. ex Hohen.
  - Silene sedoides Poir.
  - Silene sennenii Pau
  - Silene sericea All.
  - Silene stricta L.
  - Silene subconica Friv.
  - Silene succulenta Forssk.
  - Silene suecica (Lodd.) Greuter & Burdet
  - Silene ungeri Fenzl
  - Silene vallesia L.
  - Silene velutina Pourr. ex Loisel.
  - Silene viridiflora L.
  - Silene viscaria (L.) Borkh.
  - Silene vulgaris (Moench) Garcke - Silène enflé

- Flore nord-africaine (espèces présentes en Algérie)

- - Silene arenarioides Desf
  - Silene argillosa Munby
  - Silene barattei Murbeck
  - Silene battandierana Hochreutiner
  - Silene behen L. nommé Silene cretica par Clary
  - Silene cinerea Desf et Silene kremeri Cosson
  - Silene claryi Batt
  - Silene colorata Poiret subsp. oliceriana Murb.
  - Silene getula Pomel ou Silene marocana Cosson
  - Silene muscipula L. var. deserticola Murbeck
  - Silene neglecta Tenore.
  - Silene nocturna L. var. lasiocalix Soyer Willemet et Godron = S. cirtensis Pomel.
  - Silene oranensis Hochreutiner
  - Silene pendula L.
  - Silene pomeli Batt [9]
  - Silene pseudo-vestita Batt
  - Silene reverchoni Batt
  - Silene tridentata Desf.
  - Silene tunetana Murbeck

- Flore subsaharienne
  - Silene biafrae Hook.f., 1864
- Flore nord-américaine Source : http://plants.usda.gov/

- - Silene alexandri Hbd
  - Silene antirrhina L.
  - Silene aperta Greene
  - Silene bernardina S.Wats.
  - Silene bridgesii Rohrb.
  - Silene californica Dur.
  - Silene campanulata S. Wats.
  - Silene caroliniana Walt.
  - Silene clokeyi C.L.Hitchc. & Maguire
  - Silene cryptopetala Hbd.
  - Silene degeneri Sherff
  - Silene douglasii Hook.
  - Silene drummondii Hook.
  - Silene grayi S.Wats.
  - Silene hookeri Nutt.
  - Silene involucra (Cham. & Schlecht.) Bocquet
  - Silene kingii (S.Wats.) Bocquet
  - Silene laciniata Cav.
  - Silene lanceolata Gray
  - Silene lemmonii S.Wats.
  - Silene macrosperma (A.E. Porsild) Hultén
  - Silene marmorensis Kruckeberg
  - Silene menziesii Hook.
  - Silene multinerva S.Wats.
  - Silene nachlingerae Tiehm
  - Silene nivea (Nutt.) Muhl ex Otth
  - Silene nuda
  - Silene occidentalis
  - Silene oregana
  - Silene ovata
  - Silene parishii
  - Silene parryi
  - Silene perlmanii
  - Silene petersonii
  - Silene plankii
  - Silene polypetala
  - Silene rectiramea
  - Silene regia
  - Silene repens
  - Silene rotundifolia
  - Silene sargentii
  - Silene scaposa
  - Silene scouleri
  - Silene seelyi
  - Silene sorensenis
  - Silene spaldingii
  - Silene stellata
  - Silene subciliata
  - Silene suksdorfii
  - Silene taimyrensis
  - Silene tayloriae
  - Silene thurberi
  - Silene uralensis
  - Silene verecunda
  - Silene virginica
  - Silene wrightii

### Liste complète
Selon Plants of the World online (POWO) (23 avril 2022), le genre comprend les 887 espèces suivantes :
- Silene abietum Font Quer & Maire
- Silene abyssinica (Hochst.) H.Neumayer
- Silene acaulis (L.) Jacq.
- Silene acutidentata Bondarenko & Vved.
- Silene acutifolia Link ex Rohrb.
- Silene adelphiae Runemark
- Silene adenocalyx F.N.Williams
- Silene adenopetala Raikova
- Silene adenophora (Schischk.) Czerep.
- Silene aegaea Oxelman
- Silene aegyptiaca (L.) L.f.
- Silene aellenii Sennen
- Silene aethiopica Burm.f.
- Silene affghanica Rohrb.
- Silene afromontana F.Jafari, Oxelman & Rabeler
- Silene ajanensis (Regel & Tiling) Vorosch.
- Silene akaisialpina (T.Yamaz.) H.Ohashi, Tateishi & H.Nakai
- Silene akinfijewii Schmalh.
- Silene akiyamae Rajbh. & Mits.Suzuki
- Silene akmaniana Ekim & Çelik
- Silene alaschanica (Maxim.) Bocquet
- Silene albescens Boiss.
- Silene alexandrae B.Keller
- Silene alexandri Hillebr.
- Silene alexandrina (Asch.) Danin
- Silene almolae J.Gay
- Silene alpicola Schischk.
- Silene altaica Pers.
- Silene ammophila Boiss. & Heldr.
- Silene amoena L.
- Silene ampullata Boiss.
- Silene andarabica Podlech
- Silene andicola Gillies ex Hook. & Arn.
- Silene andryalifolia Pomel
- Silene antarctica (Kuntze) Pedersen
- Silene antirrhina L.
- Silene antri-jovis Greuter & Burdet
- Silene aomorensis M.Mizush.
- Silene aperta Greene
- Silene apetala Willd.
- Silene aprica Turcz. ex Fisch. & C.A.Mey.
- Silene arabica Boiss.
- Silene araratica Schischk.
- Silene arenarioides Desf.
- Silene arenosa K.Koch
- Silene argaea Fisch. & C.A.Mey.
- Silene argentea Ledeb.
- Silene argentina (Pax) Bocquet
- Silene argentinensis Hauman
- Silene arghireica Vals.
- Silene argillosa Munby
- Silene arguta Fenzl
- Silene aristidis Pomel
- Silene armena Boiss.
- Silene arsuzensis Özbek & Uzunh.
- Silene articulata Viv.
- Silene asclepiadea Franch.
- Silene asirensis D.F.Chamb. & Collen.
- Silene assyriaca Hausskn. & Bornm. ex Lazkov
- Silene astartes C.I.Blanche ex Boiss.
- Silene astrachanicum (Pacz.) Takht.
- Silene atlantica Coss. & Durieu
- Silene atocioides Boiss.
- Silene atrocastanea Diels
- Silene atsaensis (C.Marquand) Bocquet
- Silene auriculata Sm.
- Silene auriculifolia Pomel
- Silene austroiranica Rech.f., Aellen & Esfand.
- Silene avromana Boiss. & Hausskn.
- Silene ayachica Humbert
- Silene aydosensis K.Yildiz & Erik
- Silene azirensis Coode & Cullen
- Silene baccifera (L.) Durande
- Silene badachschanica Ovcz.
- Silene badaroi Breistr.
- Silene badzhalensis Barkalov & Krestov
- Silene balansae Boiss.
- Silene baldshuanica B.Fedtsch.
- Silene bamianica Gilli
- Silene banksia (Meerb.) Mabb.
- Silene baranovii Ovcz. & Kurbanb.
- Silene barbara Humbert & Maire
- Silene barbeyana Heldr. ex Boiss.
- Silene barrattei Murb.
- Silene baschkirorum Janisch.
- Silene batangensis H.Limpr.
- Silene bayburtensis Hamzaoglu & Aksoy
- Silene bazardzica ourková
- Silene beguinotii Vals.
- Silene behboudiana Rech.f. & Esfand.
- Silene behen L.
- Silene bellidifolia Juss. ex Jacq.
- Silene bernardina S.Watson
- Silene bersieri Bocquet
- Silene berthelotiana Webb ex Christ
- Silene betpakdalensis Bajtenov
- Silene biafrae Hook.f.
- Silene biappendiculata Ehrh. ex Rohrb.
- Silene bilgilii E.Dogan & H.Duman
- Silene bilingua W.W.Sm.
- Silene birandiana Ekim
- Silene birgittae Bocquet
- Silene bitlisensis Tugay & Ertugrul
- Silene bobrovii Schischk.
- Silene bocquetiana Yild. & Kiliç
- Silene bolanderi A.Gray
- Silene bolanthoides Quézel, Contandr. & Pamukç.
- Silene borderei Jord.
- Silene boryi Boiss.
- Silene borysthenica (Gruner) Walters
- Silene bourgaei Webb ex Christ
- Silene boyd-klineana Halda, P.Gustafson & Vostrák
- Silene brahuica Boiss.
- Silene breviauriculata Ghaz.
- Silene brevicalyx Hartvig & Å.Strid
- Silene brevicaulis Boiss.
- Silene brevistaminea Gilli
- Silene bridgesii Rohrb.
- Silene bucharica Popov
- Silene bungei Bocquet
- Silene bupleuroides L.
- Silene burchellii Otth
- Silene burmanica Collett & Hemsl.
- Silene caesarea Boiss. & Balansa
- Silene caesia Sm.
- Silene caespitella F.N.Williams
- Silene calabra Brullo, Scelsi & Spamp.
- Silene cambessedesii Boiss. & Reut.
- Silene campanula Pers.
- Silene canariensis Spreng.
- Silene cancellata (Jacquem. ex Edgew. & Hook.f.) Majumdar
- Silene capillipes Boiss. & Heldr.
- Silene capitata Kom.
- Silene capitellata Boiss.
- Silene caramanica Boiss. & Heldr.
- Silene cardiopetala Franch.
- Silene cariensis Boiss.
- Silene caroli-henrici Melzh.
- Silene caroliniana Walter
- Silene cartilaginea Hub.-Mor.
- Silene caryophylloides (Poir.) Otth
- Silene cashmeriana (Royle ex Benth.) Majumdar
- Silene catholica (L.) W.T.Aiton
- Silene cattariniana Ferrarini & Cecchi
- Silene caucasica (Bunge) Boiss.
- Silene caudata Ovcz.
- Silene cephalantha Boiss.
- Silene cephallenia Heldr.
- Silene chaetodonta Boiss.
- Silene chaetodontoidea Parsa
- Silene chalcedonica (L.) E.H.L.Krause
- Silene chamarensis Turcz.
- Silene chersonensis (Zapal.) Kleopow
- Silene chihuahuensis Standl.
- Silene chilensis (Naudin) Bocquet
- Silene chirensis A.Rich.
- Silene chlorantha (Willd.) Ehrh.
- Silene chlorifolia Sm.
- Silene chloropetala Rupr.
- Silene chodatii Bocquet
- Silene choulettii Coss.
- Silene chubutensis (Speg.) Bocquet
- Silene chungtienensis W.W.Sm.
- Silene ciliata Pourr.
- Silene cinerea Desf.
- Silene cintrana Rothm.
- Silene circumcarmanica F.Jafari, Gholipour, Mirtadz. & Pourmirzaei
- Silene cirpicii K.Yildiz & Dadandi
- Silene cirtensis Pomel
- Silene citrina Boiss.
- Silene claryi Batt.
- Silene claviformis Litv.
- Silene cobalticola P.A.Duvign. & Plancke
- Silene cognata (Maxim.) H.Ohashi & H.Nakai
- Silene colorata Poir.
- Silene colpophylla Wrigley
- Silene commelinifolia Boiss.
- Silene confertiflora Chowdhuri
- Silene congesta Sm.
- Silene conglomeratica Melzh.
- Silene conica L.
- Silene coniflora Nees ex Otth
- Silene conoidea L.
- Silene cordifolia All.
- Silene coronaria (L.) Clairv.
- Silene corrugata Ball
- Silene corylina D.F.Chamb. & Collen.
- Silene coutinhoi Rothm. & P.Silva
- Silene crassifolia L.
- Silene crassipes Fenzl
- Silene crassiuscula Brullo, C.Brullo, Cambria, Bacch., Giusso & Ilardi
- Silene cretacea Fisch. ex Spreng.
- Silene cretica L.
- Silene crispans Litv.
- Silene crispata Steven
- Silene cryptoneura Stapf
- Silene cryptopetala Hillebr.
- Silene csereii Baumg.
- Silene cuatrecasasii Pau & Font Quer
- Silene cuspidata Pedersen
- Silene cyrenaica Maire & Weiller
- Silene cyri Schischk.
- Silene cythnia (Halácsy) Walters
- Silene czopandagensis Bondarenko
- Silene daenensis Melzh.
- Silene dagestanica Rupr.
- Silene damascena Boiss. & Gaill.
- Silene damboldtiana Greuter & Melzh.
- Silene danaensis Danin
- Silene danielii Hadac
- Silene davidii (Franch.) Oxelman & Lidén
- Silene davidlongii Rajbh. & Mits.Suzuki
- Silene dawoensis H.Limpr.
- Silene degeneri Sherff
- Silene delavayi Franch.
- Silene delicatula Boiss.
- Silene demawendica Bornm.
- Silene demirizii K.Yildiz & Çirpici
- Silene denizliensis Aytaç
- Silene densiflora d'Urv.
- Silene dentipetala H.Chuang
- Silene depressa M.Bieb.
- Silene dianthoides Pers.
- Silene dichotoma Ehrh.
- Silene diclinis (Lag.) M.Laínz
- Silene dieterlei Podlech
- Silene dinarica Spreng.
- Silene dioica (L.) Clairv.
- Silene dirphya Greuter & Burdet
- Silene dissecta Litard. & Maire
- Silene disticha Willd.
- Silene divaricata Clemente
- Silene diversifolia Otth
- Silene doganii A.Duran & Menemen
- Silene donetzica Kleopow
- Silene douglasii Hook.
- Silene drummondii Hook.
- Silene dschuparensis Bornm.
- Silene dumanii Kandemir, G.E.Genç & I.Genç
- Silene dumetosa C.L.Tang
- Silene duralii Bagci
- Silene dyris Maire
- Silene echegarayi (Hieron.) Bocquet
- Silene echinata Otth
- Silene echinosperma Boiss. & Heldr.
- Silene echinospermoides Hub.-Mor.
- Silene edgeworthii Bocquet
- Silene elisabethae Jan
- Silene elymaitica Bornm.
- Silene eminentis Özçelik
- Silene eremitica Boiss.
- Silene eriocalycina Boiss.
- Silene ermenekensis Vural & Kit Tan
- Silene ertekinii Aydin & Oxelman
- Silene erubescens (Schischk.) Czerep.
- Silene erysimifolia Stapf
- Silene esquamata W.W.Sm.
- Silene eugeniae Kleopow
- Silene euxina (Rupr.) Hand.-Mazz.
- Silene eviscosa Bondarenko & Vved.
- Silene exaltata Friv.
- Silene exsudans Boiss. & Heldr.
- Silene fabaria (L.) Coyte
- Silene fabarioides Hausskn.
- Silene falcata Sm.
- Silene falconeriana Royle ex Benth.
- Silene farsistanica Melzh.
- Silene favargeri Bocquet
- Silene fedtschenkoana Preobr.
- Silene fedtschenkoi Bondarenko & Vved.
- Silene fenzlii Boiss. & Balansa
- Silene ferdowsii Joharchi, Nejati & F.Ghahrem.
- Silene ferganica Preobr.
- Silene fernandezii Jeanm.
- Silene fetissovii Lazkov
- Silene fetleri D.K.Pavlova
- Silene filifolia (Dusén) Bocquet
- Silene filipetala Litard. & Maire
- Silene firma Siebold & Zucc.
- Silene fissicalyx Bocquet & Chater
- Silene fissipetala Turcz.
- Silene flaccida Pau
- Silene flammulifolia Steud. ex A.Rich.
- Silene flavescens Waldst. & Kit.
- Silene flos-cuculi (L.) Greuter & Burdet
- Silene flos-jovis (L.) Greuter & Burdet
- Silene foetida Link ex Spreng.
- Silene foliosa Maxim.
- Silene fraudatrix Meikle
- Silene frivaldskyana Hampe
- Silene fruticosa L.
- Silene fruticulosa M.Bieb.
- Silene fuscata Link ex Brot.
- Silene gaditana Talavera & Bocquet
- Silene galataea Boiss.
- Silene gallica L.
- Silene gallinyi Heuff. ex Rchb.
- Silene gangotriana Pusalkar, D.K.Singh & Lakshmin.
- Silene gasimailikensis B.Fedtsch.
- Silene gaubae Bornm. & Gauba
- Silene gavrilovii (Krasn.) Popov
- Silene gazulensis A.Galán, J.E.Cortés, Vicente Orell. & Mor.Alonso
- Silene gebleriana Schrenk ex Fisch. & C.A.Mey.
- Silene gemmata Meikle
- Silene genovevae Bocquet
- Silene georgievskyi Lazkov
- Silene germana J.Gay
- Silene gertraudiae Melzh.
- Silene gevasica Hamzaoglu
- Silene ghahremaninejadii Hoseini & Assadi
- Silene ghiarensis Batt.
- Silene gigantea (L.) L.
- Silene gillettii (Turrill) M.G.Gilbert
- Silene glaberrima Faure & Maire
- Silene glabrescens Coss.
- Silene goksuensis Budak, Hamzaoglu & Koç
- Silene goniocaula Boiss.
- Silene gonosperma (Rupr.) Bocquet
- Silene goulimyi Turrill
- Silene gracilenta H.Chuang
- Silene gracilicaulis C.L.Tang
- Silene gracilis DC.
- Silene gracillima Rohrb.
- Silene graeca Boiss. & Spruner
- Silene graminifolia Otth
- Silene grandiflora Franch.
- Silene grayi S.Watson
- Silene × grecescui Gusul.
- Silene greenei (S.Watson ex B.L.Rob.) Howell
- Silene greywilsonii Rajbh. & Mits.Suzuki
- Silene grisea Boiss.
- Silene grisebachii (Davidov) Pirker & Greuter
- Silene gubanovii Lazkov
- Silene guerbuezii Özçelik
- Silene guichardii Chevassut & Quézel
- Silene guinetii Quézel
- Silene guntensis (B.Fedtsch.) B.Fedtsch. ex Schischk.
- Silene gynodioica Ghaz.
- Silene habaensis H.Chuang
- Silene × hampeana Meusel & K.Werner
- Silene hamzaoglui Budak
- Silene haradjianii Chowdhuri
- Silene haumanii Bocquet
- Silene haussknechtii Heldr. ex Hausskn.
- Silene hawaiiensis Sherff
- Silene hayekiana Hand.-Mazz. & Janch.
- Silene heldreichii Boiss.
- Silene helleboriflora Exell & Bocquet
- Silene hellmannii Claus
- Silene helmandica Podlech
- Silene herbilegorum (Bocquet) Lidén & Oxelman
- Silene heterodonta F.N.Williams
- Silene heuffelii Soó
- Silene hicesiae Brullo & Signor.
- Silene hidaka-alpina (Miyabe & Tatew.) Ohwi & H.Ohashi
- Silene hideakiohbae Rajbh. & Mits.Suzuki
- Silene hifacensis Rouy ex Willk.
- Silene himalayensis (Rohrb.) Majumdar
- Silene hirticalyx Boiss. & Hausskn.
- Silene hitchguirei Bocquet
- Silene hoefftiana Fisch. & C.A.Mey.
- Silene holosteifolia Bocquet & Chater
- Silene holzmannii Heldr. ex Boiss.
- Silene hookeri Nutt.
- Silene huguettiae Bocquet
- Silene humilis C.A.Mey.
- Silene huochenensis X.M.Pi & X.L.Pan
- Silene hupehensis C.L.Tang
- Silene hussonii Boiss.
- Silene iberica M.Bieb.
- Silene ibosii Emb. & Maire
- Silene ichnusae Brullo, De Marco & De Marco f.
- Silene ikonnikovii Lazkov
- Silene imbricata Desf.
- Silene inaperta L.
- Silene incisa C.L.Tang
- Silene inclinata Hub.-Mor.
- Silene incurvifolia Kar. & Kir.
- Silene indeprensa Schischk.
- Silene indica Roxb. ex Otth
- Silene insularis Barbey
- Silene integripetala Bory & Chaub.
- Silene × intermedia (Lange) Bocquet
- Silene intramongolica Lazkov
- Silene intricata Post
- Silene invisa C.L.Hitchc. & Maguire
- Silene involucrata (Cham. & Schltdl.) Bocquet
- Silene ionica Halácsy
- Silene × isabeliae P.P.Ferrer, Ferrando & E.Laguna
- Silene isaurica Contandr. & Quézel
- Silene ispartensis Ghaz.
- Silene italica (L.) Pers.
- Silene jailensis N.I.Rubtzov
- Silene jaxartica Pavlov
- Silene jeniseensis Willd.
- Silene joerstadii Wendelbo
- Silene jugora (F.N.Williams) Majumdar
- Silene julaensis Grierson
- Silene karaczukuri B.Fedtsch.
- Silene karakotchanensis Yild. & Kiliç
- Silene karekirii Bocquet
- Silene keiskei Miq.
- Silene kemahensis Aytaç & Kandemir
- Silene kemoniana C.Brullo, Brullo, Giusso, Ilardi & Sciandr.
- Silene kenyana F.Jafari, Oxelman & Rabeler
- Silene kermanensis Bornm.
- Silene khasiana Rohrb.
- Silene kialensis (F.N.Williams) Lidén & Oxelman
- Silene kigesiensis (R.D.Good) F.Jafari, Oxelman & Rabeler
- Silene kingii (S.Watson) Bocquet
- Silene kirgisensis Bajtenov & Nelina
- Silene kiusiana (Makino) H.Ohashi & H.Nakai
- Silene kiwuensis (T.C.E.Fr.) F.Jafari, Oxelman & Rabeler
- Silene klokovii Knjaz.
- Silene koelzii Rech.f.
- Silene konuralpii Firat & K.Yildiz
- Silene koreana Kom.
- Silene korshinskyi Schischk.
- Silene koycegizensis Dönmez & Vural
- Silene krantzii Stoughton
- Silene kremeri Soy.-Will. & Godr.
- Silene kubanensis Sommier & Levier
- Silene kucukodukii Bagci & Uysal
- Silene kudrjaschevii Schischk.
- Silene kulabensis B.Fedtsch.
- Silene kumaonensis F.N.Williams
- Silene kunawarensis Royle ex Benth.
- Silene kungessana B.Fedtsch.
- Silene kuschakewiczii Regel & Schmalh.
- Silene lacera (Steven) Sims
- Silene laciniata Cav.
- Silene laconica Boiss. & Orph.
- Silene ladyginae Lazkov
- Silene laevigata Sm.
- Silene lagenocalyx Fenzl ex Boiss.
- Silene lagunensis C.Sm. ex Link
- Silene lamarum C.Y.Wu
- Silene lanceolata A.Gray
- Silene lanuginosa Bertol.
- Silene lasiantha K.Koch
- Silene latifolia Poir.
- Silene laxa Boiss. & Kotschy
- Silene laxantha Majumdar
- Silene lazica Boiss.
- Silene legionensis Lag.
- Silene lemmonii S.Watson
- Silene lenkoranica Lazkov
- Silene leptoclada Boiss.
- Silene leucophylla Boiss.
- Silene leyseroides Boiss.
- Silene lhassana (F.N.Williams) Majumdar
- Silene libanotica Boiss.
- Silene lichiangensis W.W.Sm.
- Silene linae Bocquet
- Silene linearifolia Otth
- Silene lineariloba C.Y.Wu
- Silene linearis Decne.
- Silene linicola C.C.Gmel.
- Silene linoides Otth
- Silene lipskyi Lazkov
- Silene lithophila Kar. & Kir.
- Silene littorea Brot.
- Silene litwinowii Schischk.
- Silene lomalasinensis (Engl.) T.Harris & Goyder
- Silene longicalycina Kom.
- Silene longicarpophora (Kom.) Bocquet
- Silene longicilia (Brot.) Otth
- Silene longicornuta C.Y.Wu & C.L.Tang
- Silene longidens Schischk.
- Silene longipetala Vent.
- Silene longisepala Nasir
- Silene lucida Chowdhuri
- Silene luciliae Bocquet
- Silene lulakabadensis Heidari, F.Ghahrem. & Assadi
- Silene lycaonica Chowdhuri
- Silene lychnidea C.A.Mey.
- Silene lydia Boiss.
- Silene lynesii C.Norman
- Silene macrodonta Boiss.
- Silene macrophylla Lag.
- Silene macrosolen Steud. ex A.Rich.
- Silene macrostyla Maxim.
- Silene maeotica (Klokov) Czerep.
- Silene magellanica (Desr.) Bocquet
- Silene magenta Yild. & Kiliç
- Silene makmeliana Boiss.
- Silene mandonii (Rohrb.) Bocquet
- Silene manissadjianii Freyn
- Silene margaritae Bocquet
- Silene mariana Pau
- Silene marizii Samp.
- Silene markamensis L.H.Zhou
- Silene marmarica Bég. & A.Vacc.
- Silene marmorensis Kruckeb.
- Silene marschallii C.A.Mey.
- Silene martinolii Bocchieri & Mulas
- Silene martyi Emb. & Maire
- Silene maurorum Batt. & Pit.
- Silene media (Litv.) Kleopow
- Silene megalantha Bondarenko & Vved.
- Silene mekinensis Coss.
- Silene melanantha Franch.
- Silene melanopotamica Pedersen
- Silene melitensis Brullo, C.Brullo, Cambria, Lanfr., S.Lanfr., Miniss., Sciand
- Silene mellifera Boiss. & Reut.
- Silene melzheimeri Greuter
- Silene mentagensis Coss.
- Silene menziesii Hook.
- Silene mesatlantica Maire
- Silene meyeri Fenzl ex Boiss. & Buhse
- Silene michelsonii Preobr.
- Silene micropetala Lag.
- Silene microphylla Boiss.
- Silene microsperma Fenzl
- Silene miksensis Firat & K.Yildiz
- Silene minae Strobl
- Silene miqueliana (Rohrb.) H.Ohashi & H.Nakai
- Silene mirei Chevassut & Quézel
- Silene mishudaghensis Gholipour & Parsa Khanghah
- Silene mollissima (L.) Pers.
- Silene monbeigii W.W.Sm.
- Silene monerantha F.N.Williams
- Silene mongolica Maxim.
- Silene montbretiana Boiss.
- Silene × montistellensis Ladero
- Silene moorcroftiana Benth.
- Silene morganae Freyn
- Silene morisiana Bég. & Ravenel
- Silene morrisonmontana (Hayata) Ohwi & H.Ohashi
- Silene muliensis C.Y.Wu
- Silene multicaulis Guss.
- Silene multiflora (Ehrh.) Pers.
- Silene multifurcata C.L.Tang
- Silene multinervia S.Watson
- Silene mundiana Eckl. & Zeyh.
- Silene muschleri Bocquet
- Silene muscipula L.
- Silene muslimii Pavlov
- Silene mutabilis L.
- Silene myongcheonensis S.P.Hong & H.K.Moon
- Silene nachlingerae A.Tiehm
- Silene namlaensis (C.Marquand) Bocquet
- Silene nana Kar. & Kir.
- Silene nangqenensis C.L.Tang
- Silene napuligera Franch.
- Silene natalii F.O.Khass. & I.I.Malzev
- Silene nefelites C.Brullo, Brullo, Giusso & Ilardi
- Silene nelsonii Mesler, M.S.Mayer & Carothers
- Silene nemoralis Waldst. & Kit.
- Silene nemrutensis K.Yildiz
- Silene neoladyginae Lazkov
- Silene nepalensis Majumdar
- Silene nerimaniae G.E.Genç, Kandemir & I.Genç
- Silene nevskii Schischk.
- Silene nicaeensis All.
- Silene niederi Heldr.
- Silene nigrescens (Edgew.) Majumdar
- Silene ningxiaensis C.L.Tang
- Silene nivalis (Kit.) Rohrb.
- Silene nivea (Nutt.) Muhl. ex DC.
- Silene nizvana Melzh.
- Silene nocteolens Webb & Berthel.
- Silene noctiflora L.
- Silene nocturna L.
- Silene nodulosa Viv.
- Silene notarisii Ces.
- Silene novorossica Doweld
- Silene nuda (S.Watson) C.L.Hitchc. & Maguire
- Silene nummica Vals.
- Silene nuncupanda Coode & Cullen
- Silene nuratavica Kamelin
- Silene nurensis Boiss. & Hausskn.
- Silene nutabunda Greuter
- Silene nutans L.
- Silene oblanceolata W.W.Sm.
- Silene obovata Schischk.
- Silene obscura Vorosch.
- Silene obtusidentata B.Fedtsch. & Popov
- Silene obtusifolia Willd.
- Silene occidentalis S.Watson
- Silene odontopetala Fenzl
- Silene odoratissima Bunge
- Silene oenotriae Brullo
- Silene ohwii T.C.Hsu, C.K.Liao & S.W.Chung
- Silene olgae (Maxim.) Rohrb.
- Silene oligantha Boiss. & Heldr.
- Silene oligotricha Hub.-Mor.
- Silene oliveriana Otth
- Silene olympica Boiss.
- Silene orbelica Greuter
- Silene oreades Boiss. & Heldr.
- Silene oregana S.Watson
- Silene oreina Schischk.
- Silene oreophila Boiss.
- Silene oreosinaica Chowdhuri
- Silene orientalimongolica Kozhevn.
- Silene orientoalborzensis F.Jafari & Mirtadz.
- Silene ornata Aiton
- Silene oropediorum Coss.
- Silene orphanidis Boiss.
- Silene otites (L.) Wibel
- Silene otodonta Franch.
- Silene ovalifolia (Regel & Schmalh.) Popov
- Silene ovata Pursh
- Silene oxelmanii Gholipour
- Silene oxyodonta Barbey
- Silene ozyurtii Aksoy & Hamzaoglu
- Silene paeoniensis Bornm.
- Silene paghmanica Gilli
- Silene pakistanica Lazkov
- Silene paktiensis Podlech & Melzh.
- Silene palaestina Boiss.
- Silene palinotricha Fenzl ex Boiss.
- Silene panjutinii Kolak.
- Silene paphlagonica Bornm.
- Silene papillosa Boiss.
- Silene paradoxa L.
- Silene paranadena Bondarenko & Vved.
- Silene parishii S.Watson
- Silene parjumanensis Podlech
- Silene parnassica Boiss. & Spruner
- Silene parrowiana Boiss. & Hausskn.
- Silene parryi (S.Watson) C.L.Hitchc. & Maguire
- Silene patagonica (Speg.) Bocquet
- Silene patula Desf.
- Silene peduncularis Boiss.
- Silene peloritana C.Brullo, Brullo, Giusso, Miniss. & Sciandr.
- Silene pendula L.
- Silene pentelica Boiss.
- Silene perlmanii W.L.Wagner, D.R.Herbst & Sohmer
- Silene persepolitana Melzh.
- Silene persica Boiss.
- Silene petersonii Maguire
- Silene petrarchae Ferrarini & Cecchi
- Silene pharnaceifolia Fenzl
- Silene phoenicodonta Franch.
- Silene phrygia Boiss.
- Silene physalodes Boiss.
- Silene physocalycina (Hausskn. & Bornm.) Melzh.
- Silene pichiana Ferrarini & Cecchi
- Silene pinetorum Boiss. & Heldr.
- Silene plankii C.L.Hitchc. & Maguire
- Silene platyphylla Franch.
- Silene plurifolia Schischk.
- Silene plutonica Naudin ex Gay
- Silene pogonocalyx (Svent.) Bramwell
- Silene polypetala (Walter) Fernald & B.G.Schub.
- Silene pomelii Batt.
- Silene pompeiopolitana J.Gay ex Boiss.
- Silene popovii Schischk.
- Silene porandica Gilli
- Silene portensis L.
- Silene praelonga Ovcz.
- Silene praemixta Popov
- Silene pravitziana Rech.f.
- Silene prilepensis Micevski
- Silene principis Oxelman & Lidén
- Silene procumbens Murray
- Silene psammitis Link ex Spreng.
- Silene pseudaucheriana Melzh.
- Silene pseudoatocion Desf.
- Silene pseudobehen Boiss.
- Silene pseudocashmeriana Bocquet & Chater
- Silene pseudofortunei H.P.Tsui & C.L.Tang
- Silene pseudoholopetala Lazkov
- Silene pseudoindica Lidén
- Silene pseudonurensis Melzh.
- Silene × pseudotites Besser ex Rchb.
- Silene pseudoverticillata Nasir
- Silene pseudovestita Batt.
- Silene pterosperma Maxim.
- Silene pubicalycina C.Y.Wu
- Silene pubicalyx Bondarenko & Vved.
- Silene pugionifolia Popov
- Silene pungens Boiss.
- Silene puranensis (L.H.Zhou) C.Y.Wu & H.Chuang
- Silene purii Bocquet & N.P.Saxena
- Silene pygmaea Adams
- Silene qiyunshanensis X.H.Guo & X.L.Liu
- Silene quadriloba Turcz. ex Kar. & Kir.
- Silene raddeana Trautv.
- Silene radicosa Boiss. & Heldr.
- Silene ramosissima Desf.
- Silene rasvandica Melzh.
- Silene rechingeri Bocquet
- Silene rectiramea B.L.Rob.
- Silene regia Sims
- Silene reichenbachii Vis.
- Silene reinholdii Heldr.
- Silene reiseri K.Malý
- Silene renzii Melzh.
- Silene repens Patrin
- Silene requienii Otth
- Silene reticulata Desf.
- Silene retinervis Ghaz.
- Silene reverchonii Batt.
- Silene rhiphaena Pau & Font Quer
- Silene rhizophora (Muschl.) Bocquet
- Silene rhynchocarpa Boiss.
- Silene rigens Goldblatt & J.C.Manning
- Silene roemeri Friv.
- Silene roopiana Kleopow
- Silene rosiflora Kingdon-Ward ex W.W.Sm.
- Silene rosulata Soy.-Will. & Godr.
- Silene rothmaleri P.Silva
- Silene rotundifolia Nutt.
- Silene rouyana Batt.
- Silene rubella L.
- Silene rubricalyx (C.Marquand) Bocquet
- Silene ruinarum Popov
- Silene sabinosae Pit.
- Silene sachalinensis F.Schmidt
- Silene salamandra Pamp.
- Silene salangensis Melzh.
- Silene saldanhensis Goldblatt & J.C.Manning
- Silene salicifolia C.L.Tang
- Silene salmonacea T.W.Nelson, J.P.Nelson & S.A.Erwin
- Silene salsuginea Hub.-Mor.
- Silene samarkandensis Preobr.
- Silene samia Melzh. & Christod.
- Silene samojedorum (Sambuk) Oxelman
- Silene samothracica (Rech.f.) Greuter
- Silene sangaria Coode & Cullen
- Silene sarawschanica Regel & Schmalh.
- Silene sargentii S.Watson
- Silene sartorii Boiss. & Heldr.
- Silene saxatilis Sims
- Silene saxifraga L.
- Silene scabrida Soy.-Will. & Godr.
- Silene scabriflora Brot.
- Silene scabrifolia Kom.
- Silene scaposa S.Watson
- Silene schafta J.G.Gmel. ex Hohen.
- Silene schimperiana Boiss.
- Silene schischkinii (Popov) Vved.
- Silene schizopetala Bornm.
- Silene schlumbergeri Boiss.
- Silene schmuckeri Wettst.
- Silene schugnanica B.Fedtsch.
- Silene schwarzenbergeri Halácsy
- Silene sciaphila Melzh. & Rech.f.
- Silene sclerocarpa Dufour
- Silene sclerophylla Chowdhuri
- Silene scopulorum Franch.
- Silene scottii (Turrill) F.Jafari, Oxelman & Rabeler
- Silene scouleri Hook.
- Silene secundiflora Otth
- Silene sedoides Poir.
- Silene seelyi C.V.Morton & J.W.Thomps.
- Silene sefidiana (Pau) Greuter & Burdet
- Silene semenovii Regel & Herder
- Silene sendtneri Boiss.
- Silene sennenii Pau
- Silene seoulensis Nakai
- Silene sericea All.
- Silene serpentinicola T.W.Nelson & J.P.Nelson
- Silene sessionis Batt.
- Silene setaesperma Majumdar
- Silene shahrudensis Rech.f.
- Silene shanbashakensis Rech.f.
- Silene shehbazii S.A.Ahmad
- Silene sibirica (L.) Pers.
- Silene siderophila Boiss. & Gaill.
- Silene sieberi Fenzl
- Silene skorpilii Velen.
- Silene sojakii Melzh.
- Silene solenantha Trautv.
- Silene songarica (Fisch., C.A.Mey. & Avé-Lall.) Bocquet
- Silene sordida Hub.-Mor. & Reese
- Silene sorensenis (B.Boivin) Bocquet
- Silene spaldingii S.Watson
- Silene spergulifolia (Willd.) M.Bieb.
- Silene spinescens Sm.
- Silene splendens Boiss.
- Silene squamigera Boiss.
- Silene staintonii Ghaz.
- Silene stapfii Melzh.
- Silene stellariifolia Bocquet & Chater
- Silene stellata (L.) Coyte
- Silene stenantha Ovcz.
- Silene stenobotrys Boiss. & Hausskn.
- Silene stenophylla Ledeb.
- Silene stewartiana Diels
- Silene stewartii (Edgew.) Majumdar
- Silene stockenii Chater
- Silene stracheyi Edgew.
- Silene striata Ehrenb. ex Rohrb.
- Silene stricta L.
- Silene struthioloides A.Gray
- Silene stylosa Bunge
- Silene suaveolens Kar. & Kir.
- Silene subadenophora Ovcz.
- Silene subciliata B.L.Rob.
- Silene subconica Friv.
- Silene subcretacea F.N.Williams
- Silene subodhii S.R.Kundu
- Silene succulenta Forssk.
- Silene suksdorfii B.L.Rob.
- Silene sumbuliana Deniz & O.D.Dü?en
- Silene sunhangii D.G.Zhang, T.Deng & N.Lin
- Silene supina M.Bieb.
- Silene surculosa Hub.-Mor.
- Silene surobica Gilli
- Silene sussamyrica Lazkov
- Silene sveae Lidén & Oxelman
- Silene swertiifolia Boiss.
- Silene syngei (Turrill) T.Harris & Goyder
- Silene sytnikii Krytzka, Novosad & Protop.
- Silene tachtensis Franch.
- Silene taimyrensis (Tolm.) Bocquet
- Silene takeshimensis Uyeki & Sakata
- Silene taliewii Kleopow
- Silene tamaranae Bramwell
- Silene tatarica (L.) Pers.
- Silene tatarinowii Regel
- Silene taygetea Halácsy
- Silene telavivensis Zohary & Plitmann
- Silene tenella C.A.Mey.
- Silene tenuiflora Guss.
- Silene thurberi S.Watson
- Silene thymifolia Sm.
- Silene thysanodes Fenzl
- Silene tibetica Lidén & Oxelman
- Silene tokachiensis Kadota
- Silene tolmatchevii Bocquet
- Silene tomentella Schischk.
- Silene tomentosa Otth
- Silene toussidana Quézel
- Silene trachyphylla Franch.
- Silene tragacantha Fenzl ex Boiss.
- Silene trajectorum Kom.
- Silene tridentata Desf.
- Silene triflora (Bornm.) Bornm.
- Silene tuberculata (Ball) Maire & Weiller
- Silene tubiformis C.L.Tang
- Silene tubulosa Oxelman & Lidén
- Silene tunetana Murb.
- Silene tunicoides Boiss.
- Silene turbinata Guss.
- Silene turczaninovii Lazkov
- Silene turgida M.Bieb. ex Bunge
- Silene turkestanica Regel
- Silene undulata Aiton
- Silene ungeri Fenzl
- Silene uniflora Roth
- Silene uralensis (Rupr.) Bocquet
- Silene × urbanica Panov
- Silene urodonta Bornm.
- Silene urvillei Schott ex d'Urv.
- Silene vachschii Ovcz.
- Silene vagans C.B.Clarke
- Silene vallesia L.
- Silene valsecchiae Bocchieri
- Silene variegata (Desf.) Boiss. & Heldr.
- Silene vautierae Bocquet
- Silene velcevii Jordanov & Panov
- Silene velebitica (Degen) Wrigley
- Silene velutina Pourr. ex Loisel.
- Silene velutinoides Pomel
- Silene ventricosa Adamovic
- Silene verecunda S.Watson
- Silene vidaliana Pau & Font Quer
- Silene villosa Forssk.
- Silene villosula (Trautv.) V.V.Petrovsky & Elven
- Silene violascens (Tolm.) V.V.Petrovsky & Elven
- Silene virescens Coss.
- Silene virgata Stapf
- Silene virginica L.
- Silene viridiflora L.
- Silene viscariopsis Bornm.
- Silene viscidula Franch.
- Silene viscosa (L.) Pers.
- Silene vivianii Steud.
- Silene volubilitana Braun-Blanq. & Maire
- Silene vulgaris (Moench) Garcke
- Silene wahlbergella Chowdhuri
- Silene waldsteinii Griseb.
- Silene wardii (C.Marquand) Bocquet
- Silene weberbaueri (Muschl.) Bocquet
- Silene wendelboi Assadi
- Silene wilfordii (Regel) H.Ohashi & H.Nakai
- Silene williamsii Britton
- Silene wolgensis (Hornem.) Otth
- Silene wrightii A.Gray
- Silene yarmalii Podlech
- Silene yemensis Deflers
- Silene yetii Bocquet
- Silene yildirimlii Dinç
- Silene yunnanensis Franch.
- Silene zawadzkii Herbich
- Silene zayuensis L.H.Zhou
- Silene zhongbaensis (L.H.Zhou) C.Y.Wu & C.L.Tang
- Silene zhoui C.Y.Wu
- Silene zuntoreica Zuev

## Prédateurs
La chenille du papillon de nuit (hétérocère) suivant se nourrit de silène :
- sphinx tête de mort (Acherontia atropos Sphingidae).

## Alimentation
Les pousses de silène sont comestibles.

## Galerie

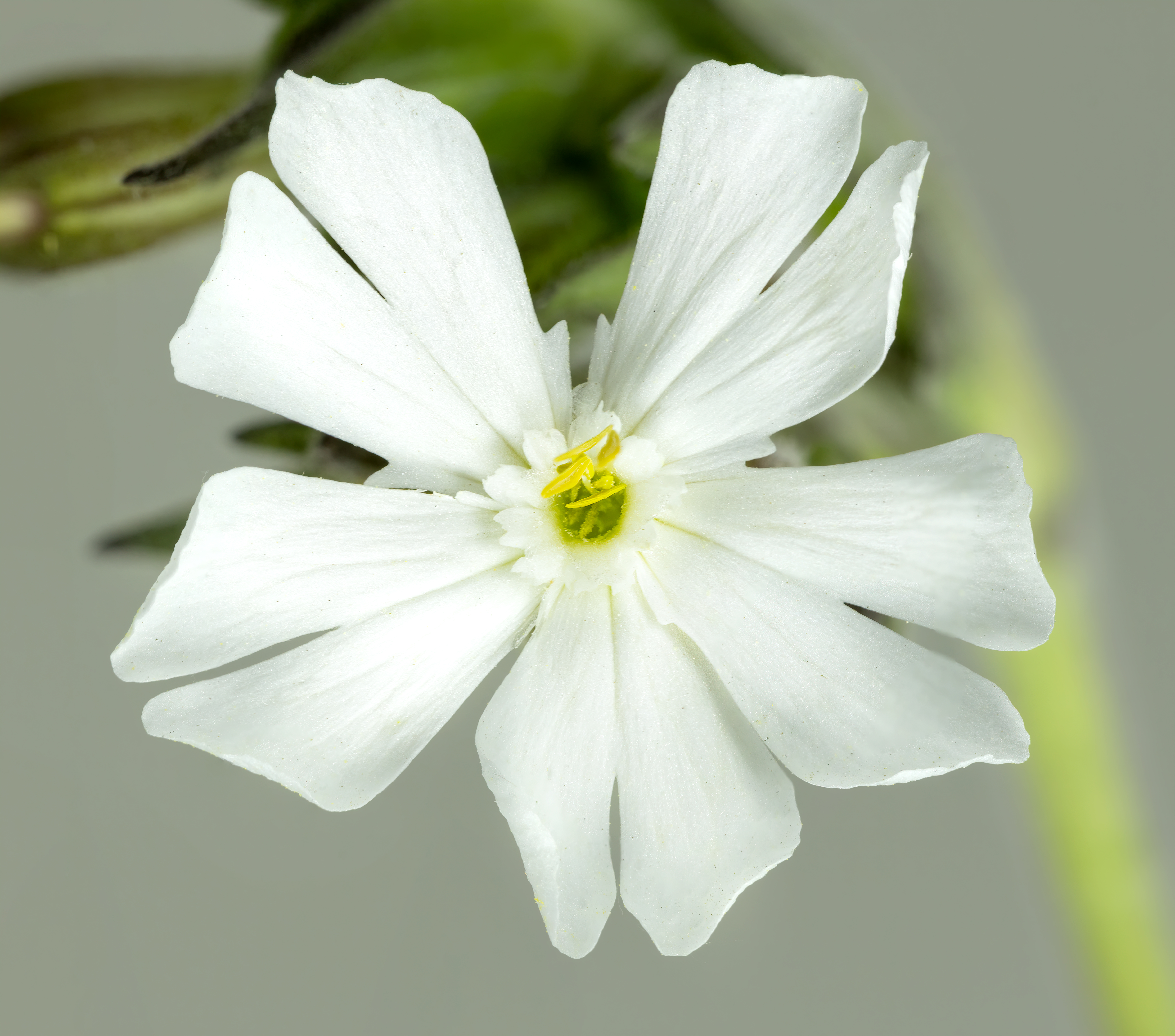
Silene latifolia ♂
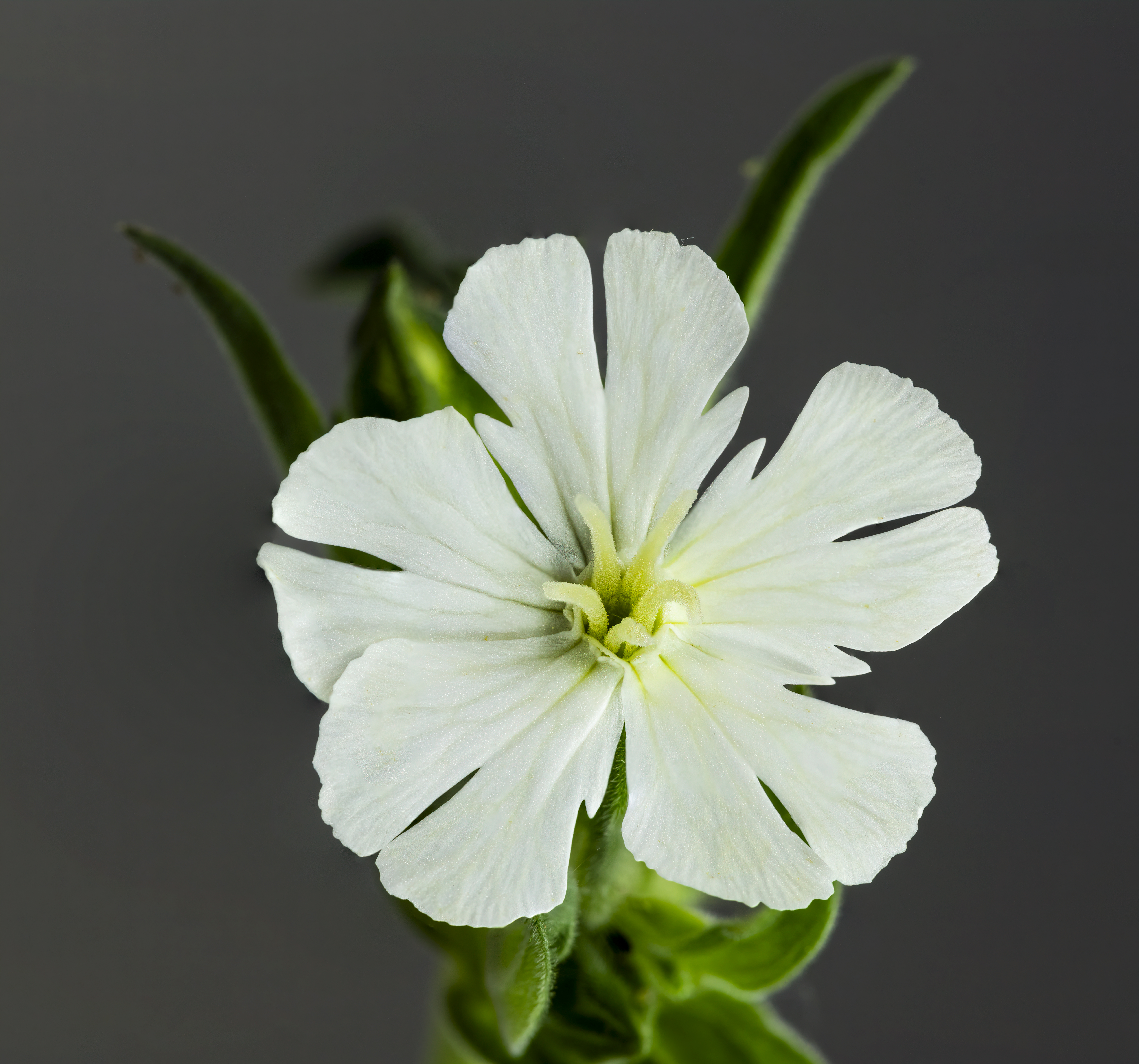
Silene latifolia ♀

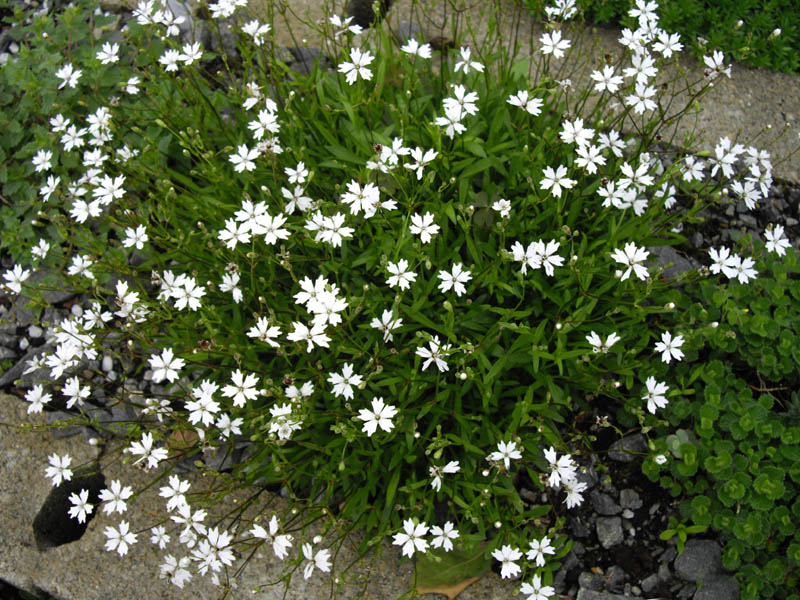
Silene alpestris
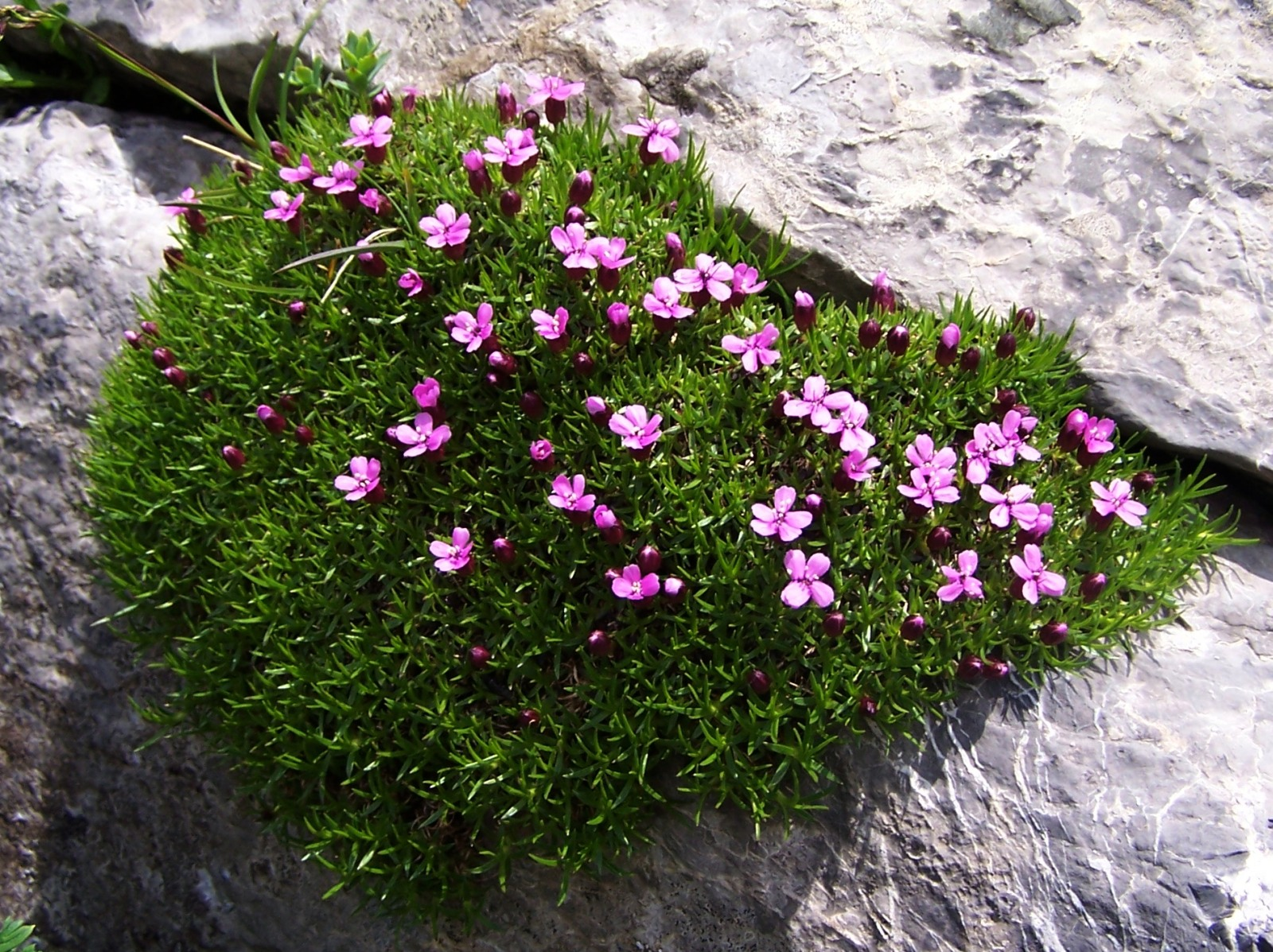
Silene acaulis
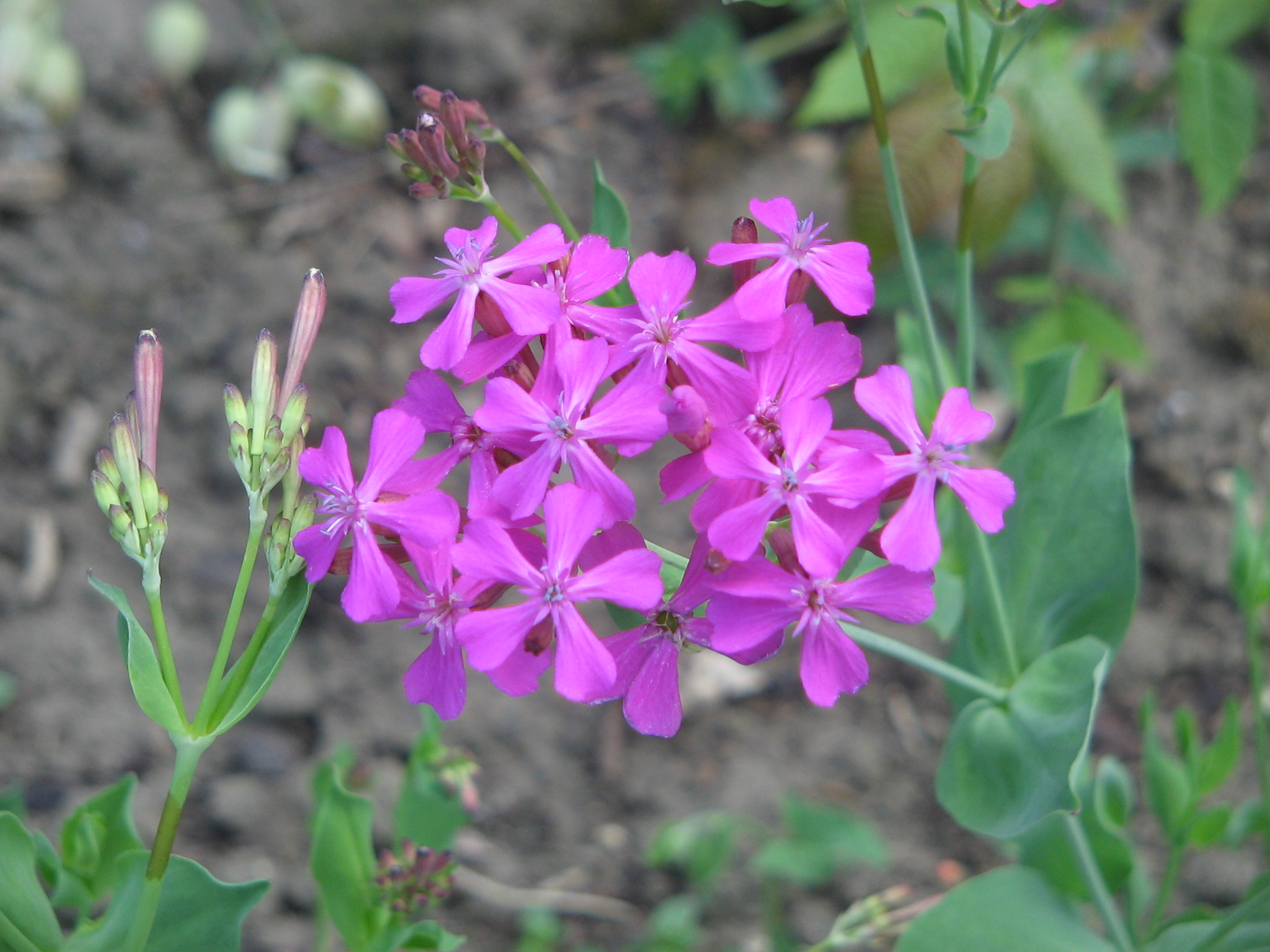
Silene armeria
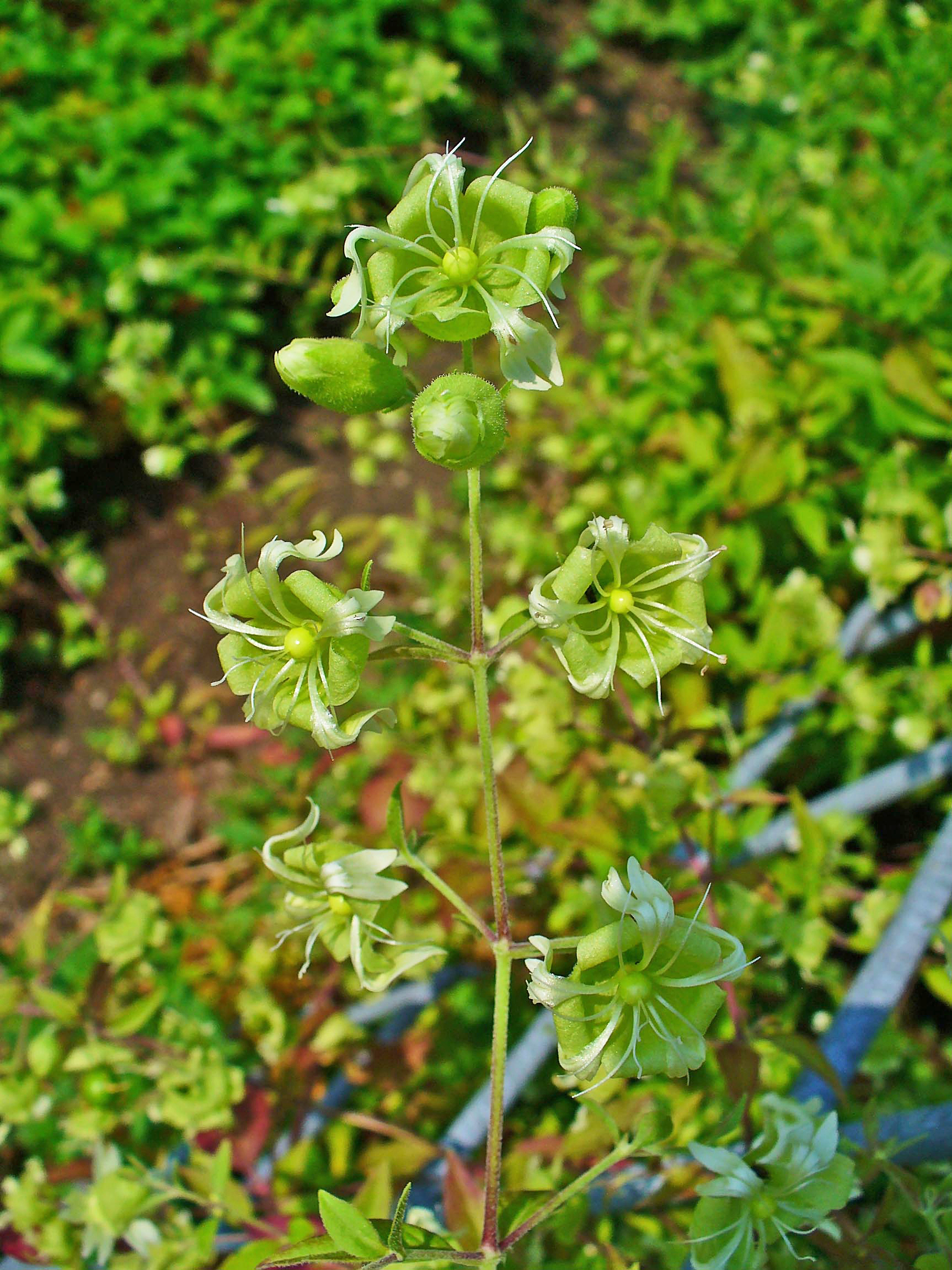
Silene baccifera
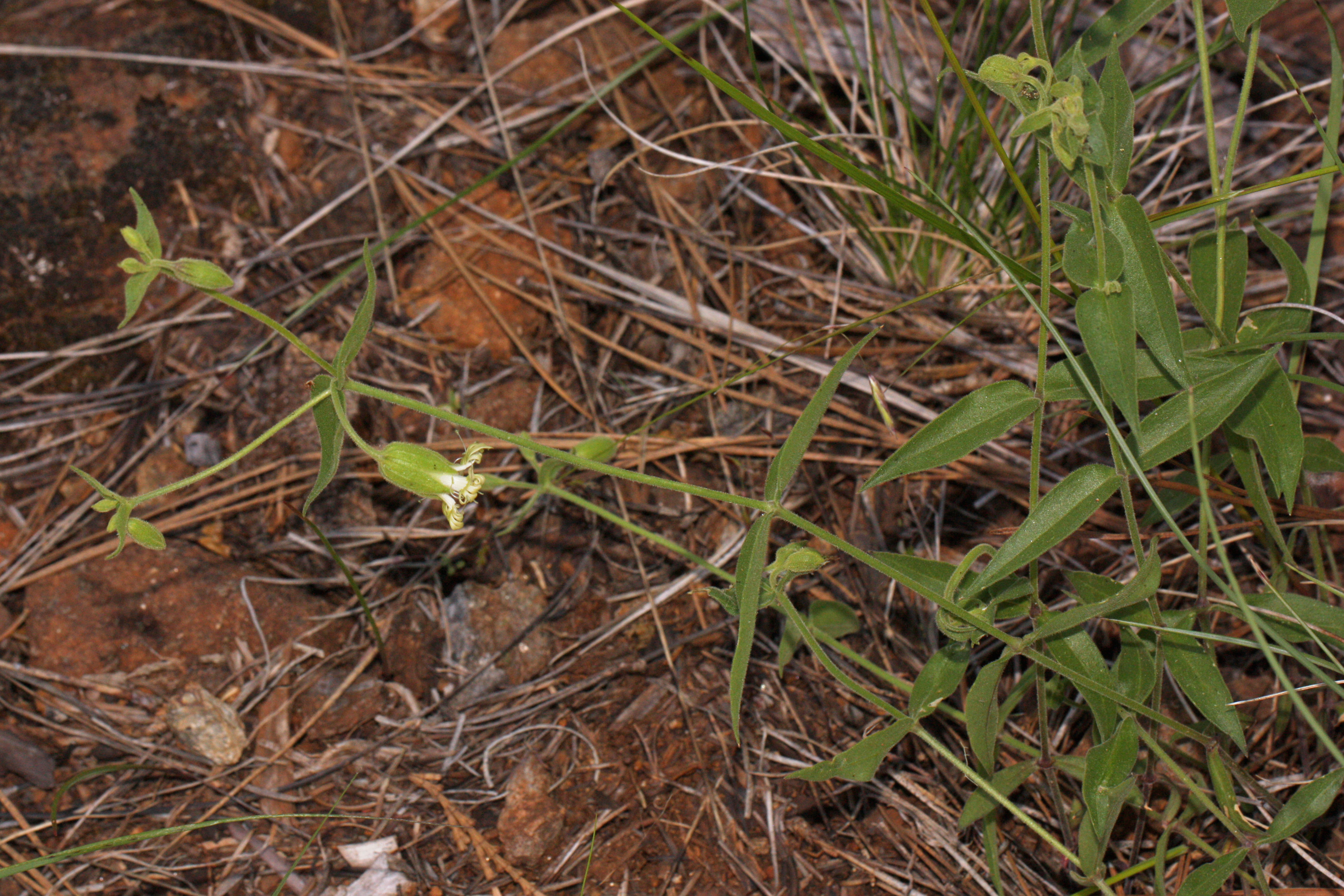
Silene campanulata
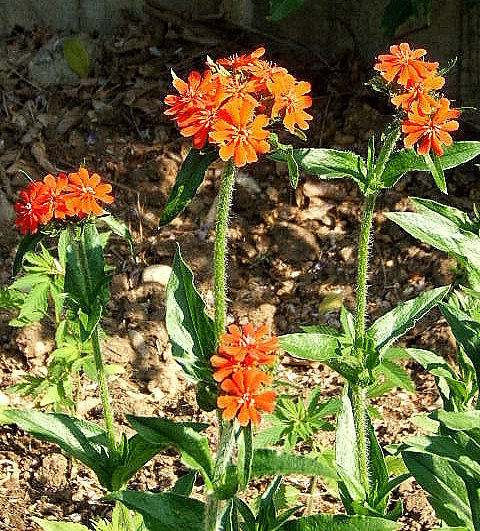
Silene chalcedonica
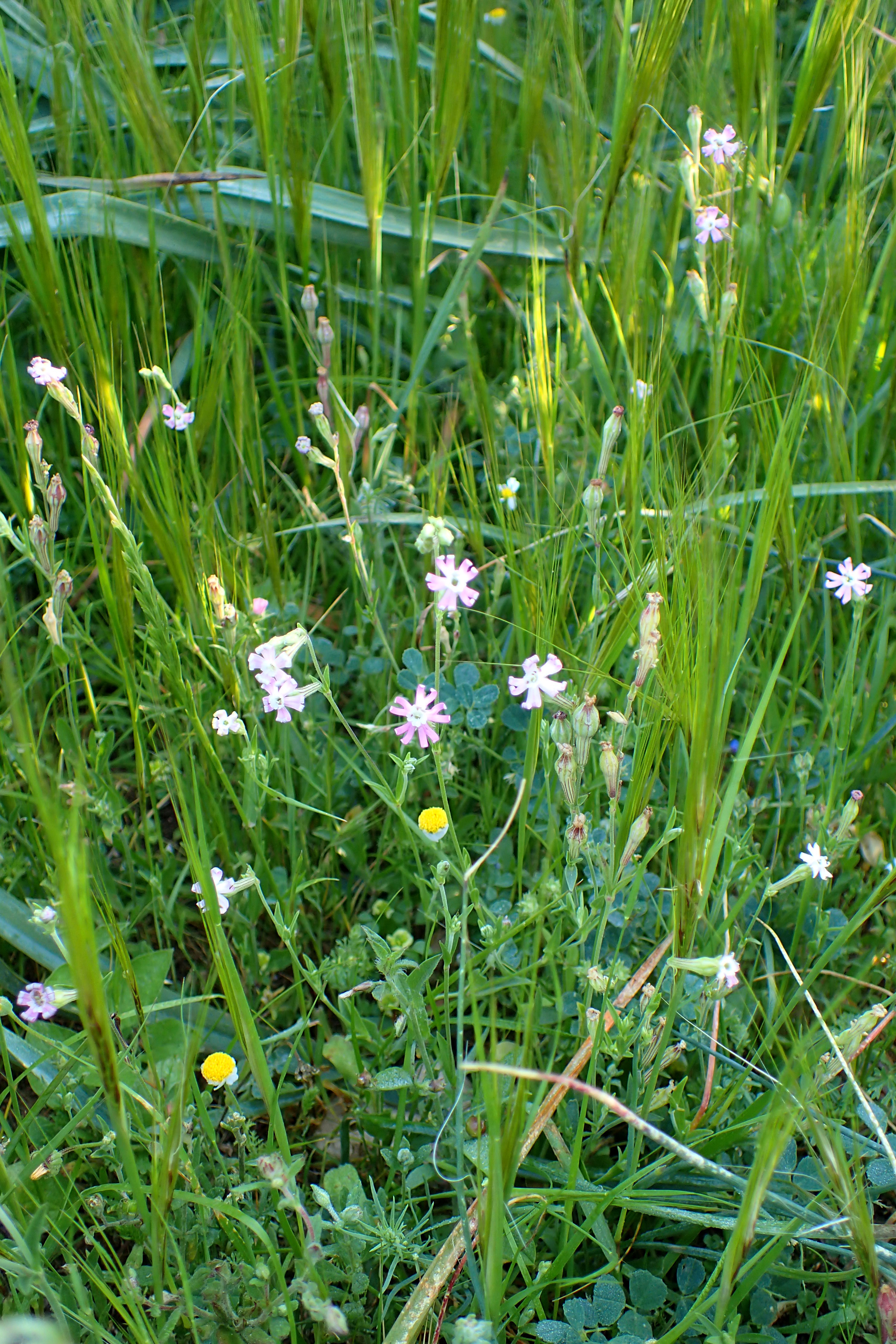
Silene colorata
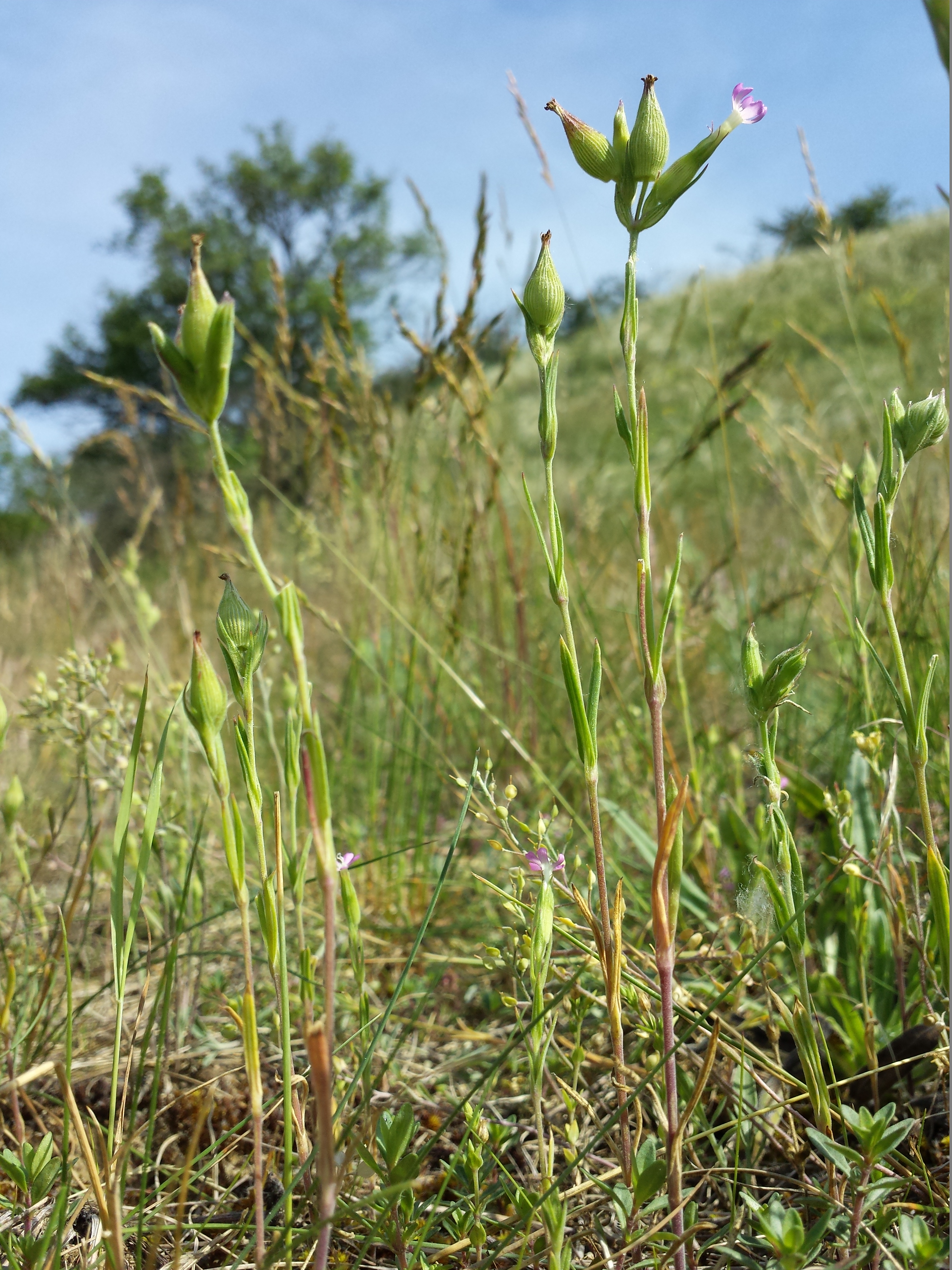
Silene conica
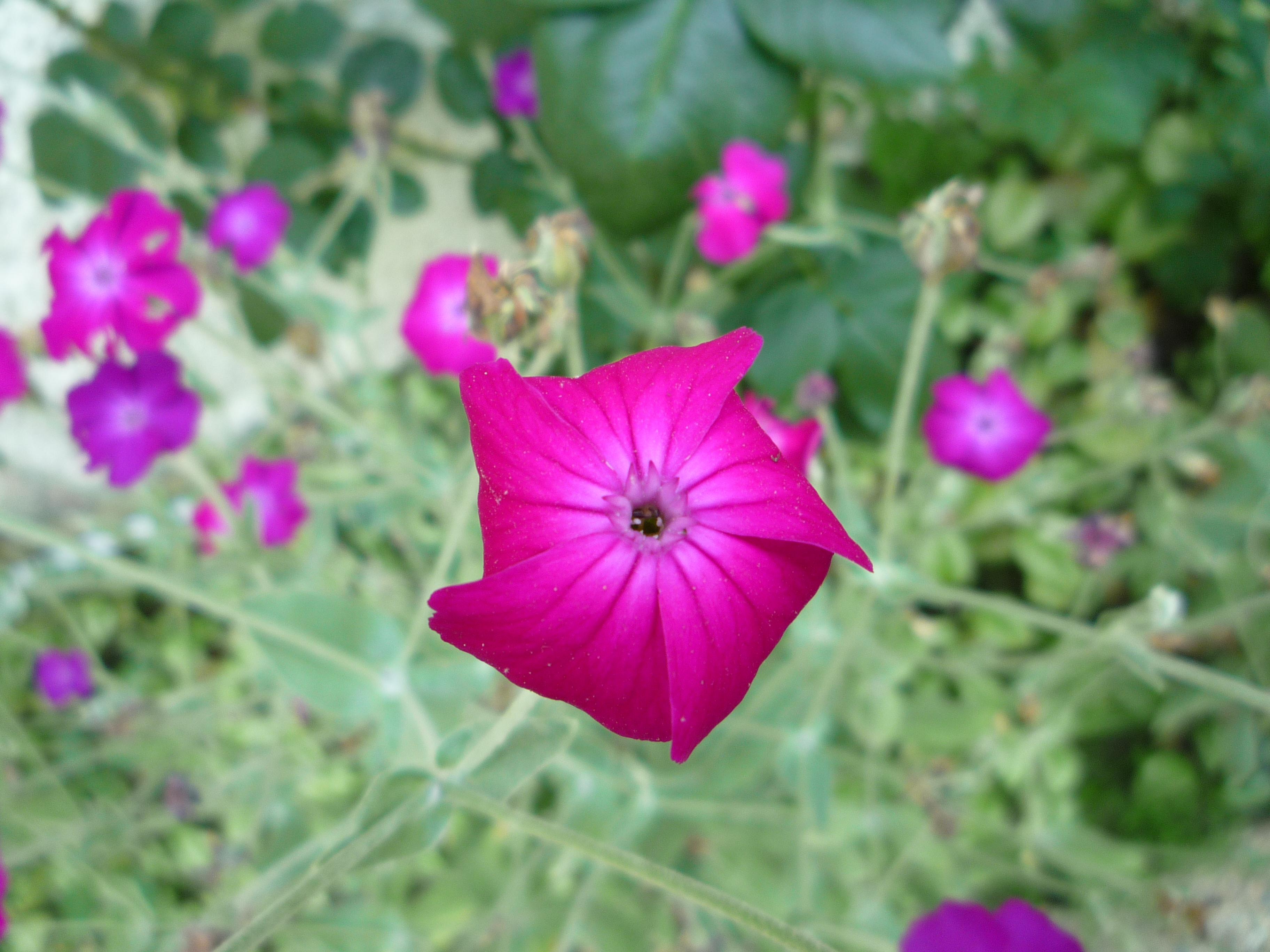
Silene coronaria
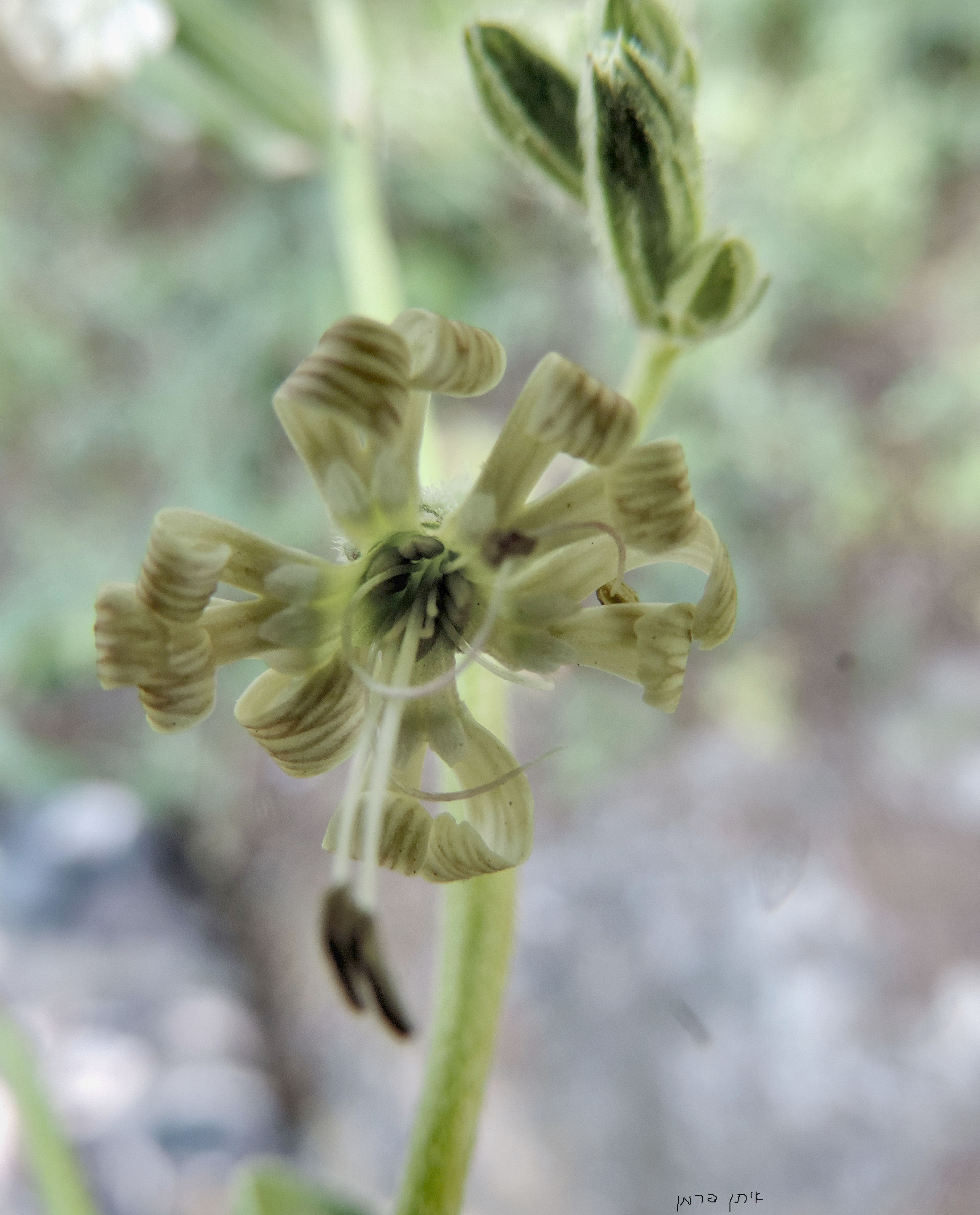
Silene dichotoma
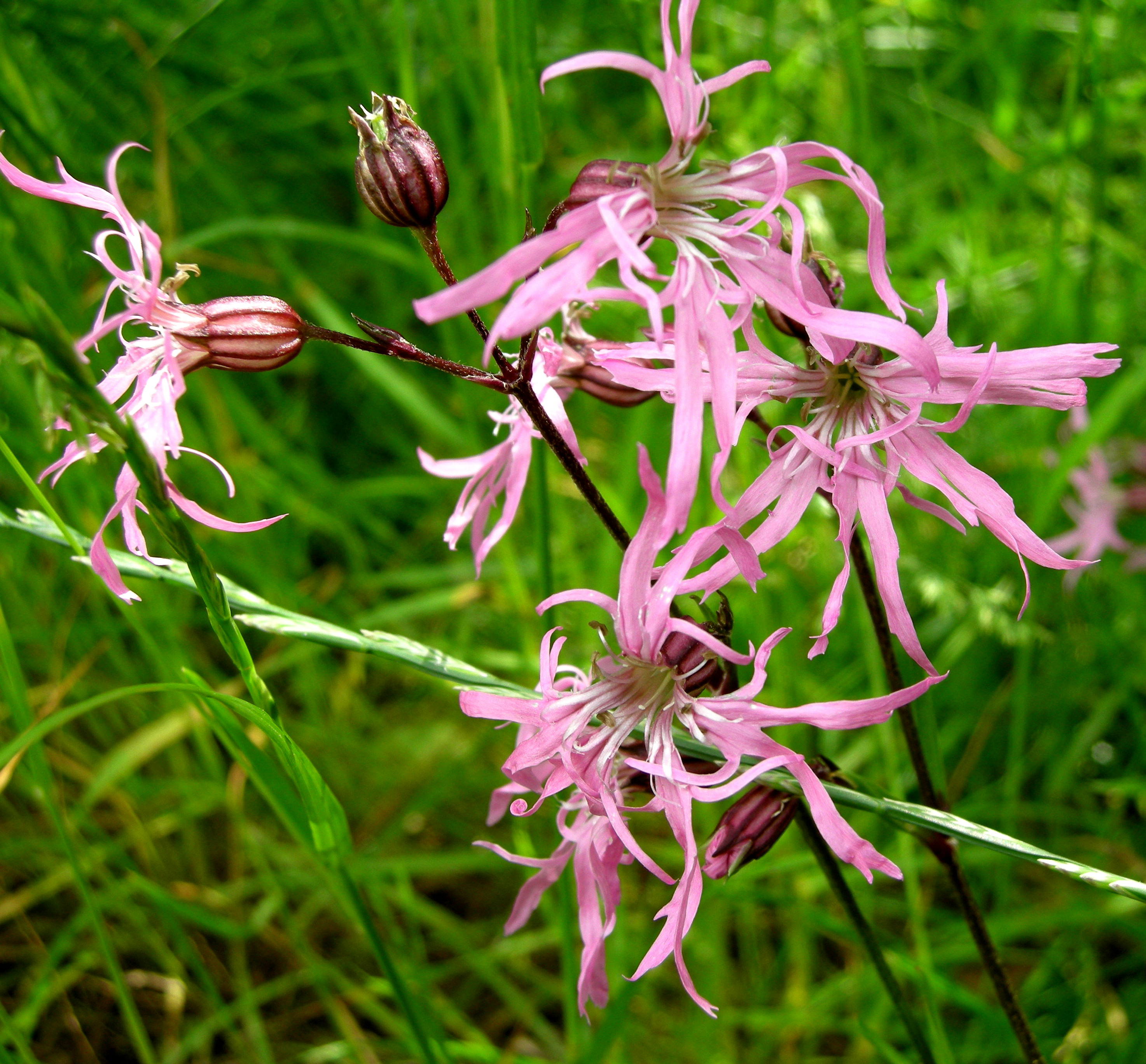
Silene flos-cuculi
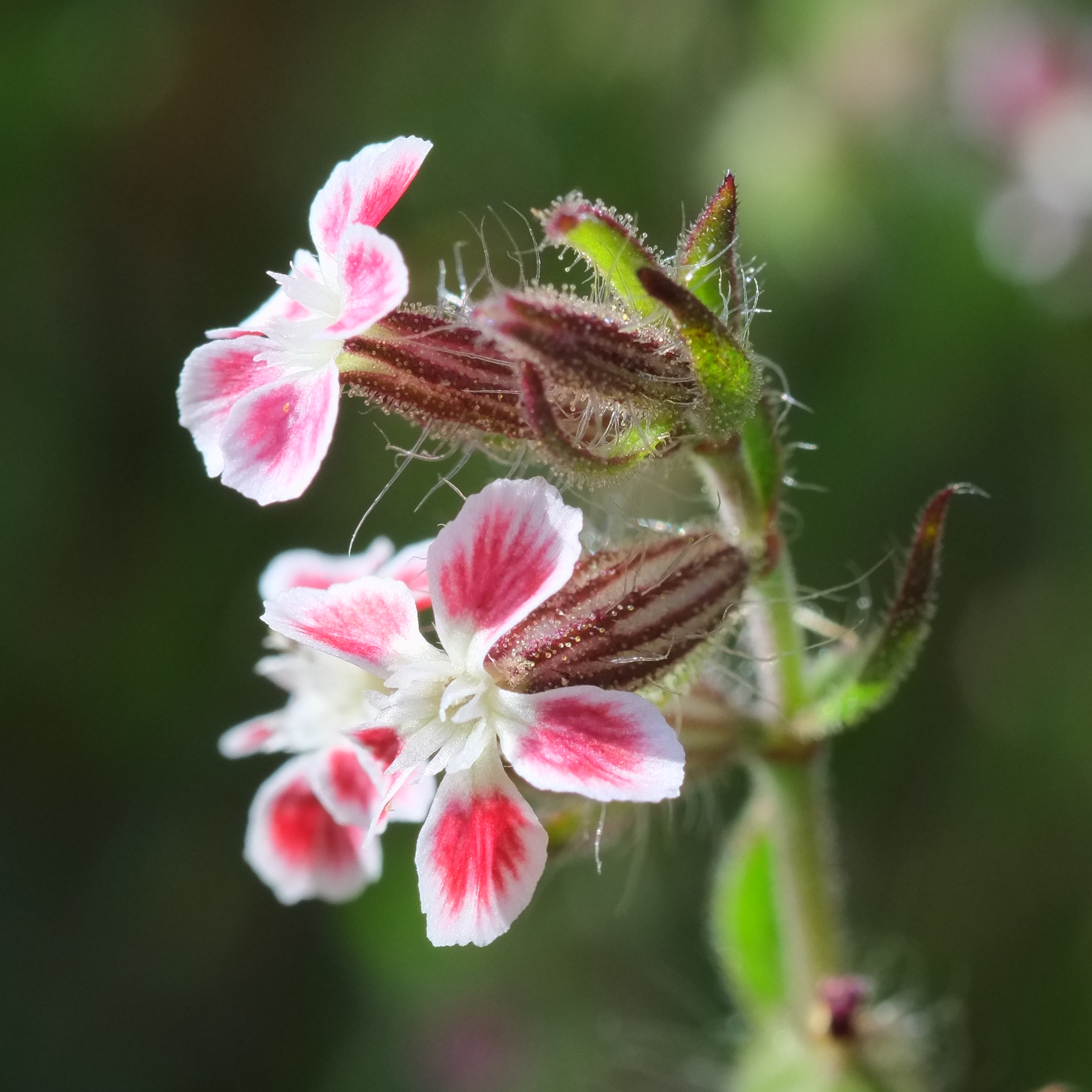
Silene gallica var quinquevulnera
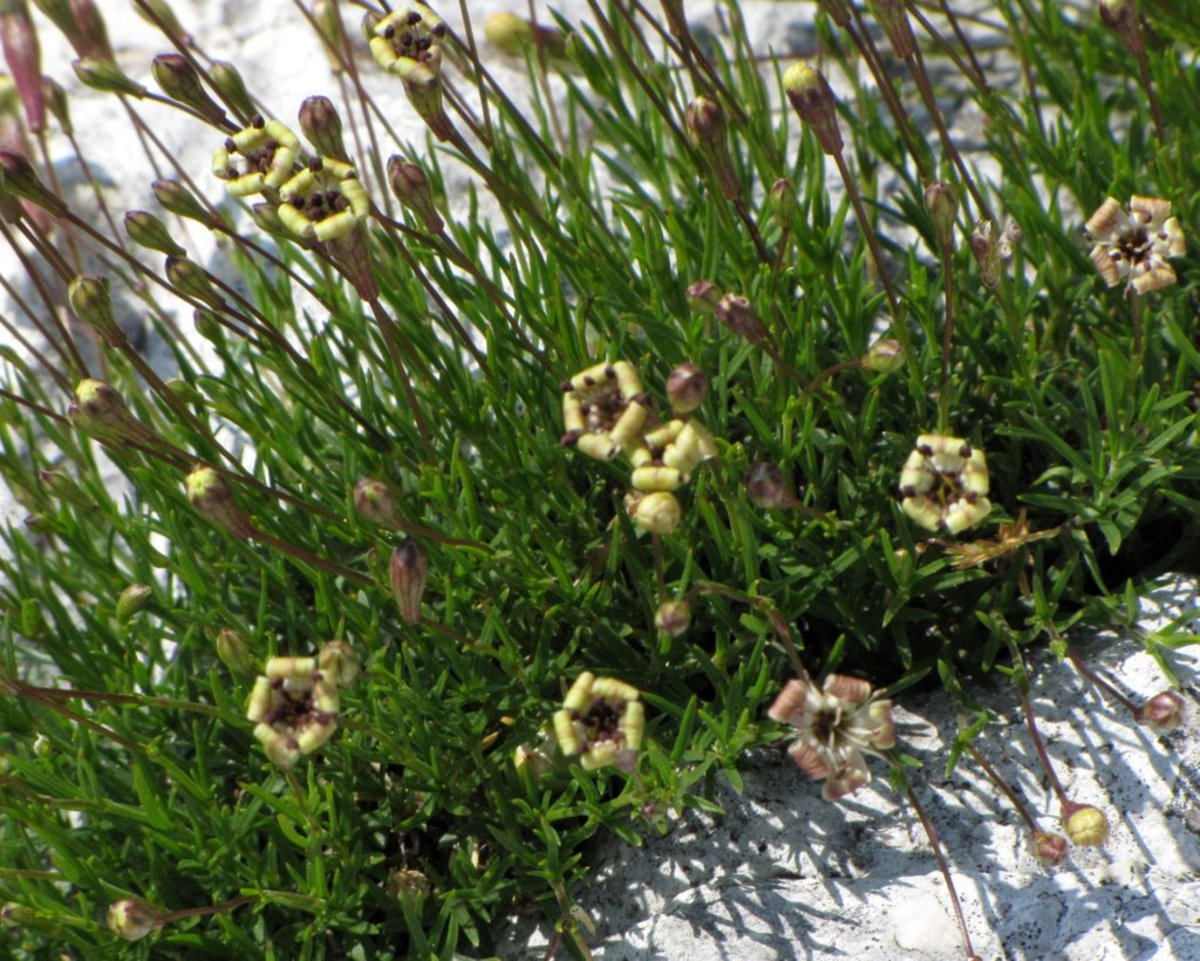
Silene hayekiana
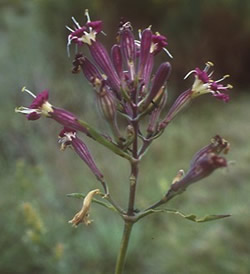
Silene hicesiae
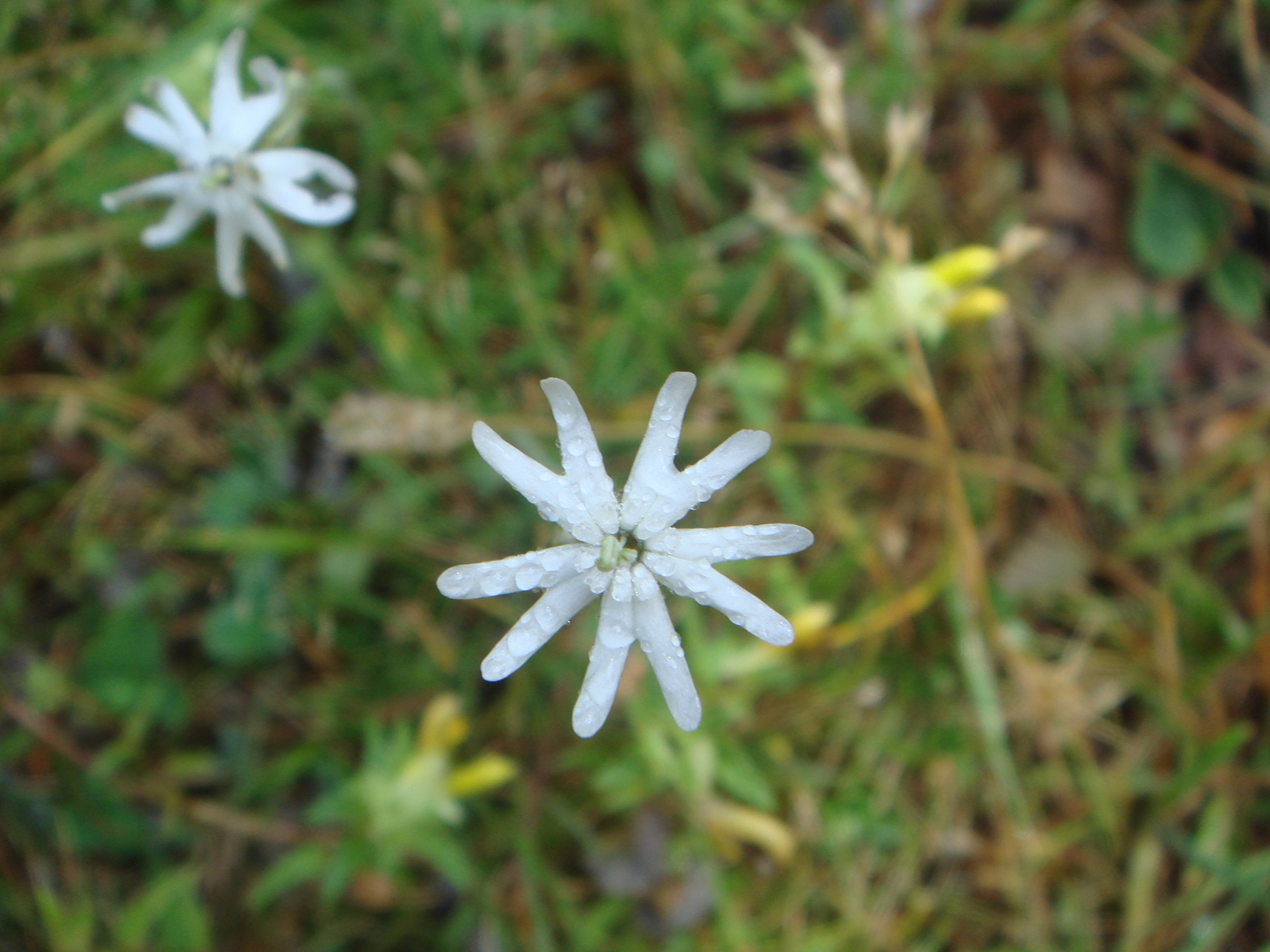
Silene italica
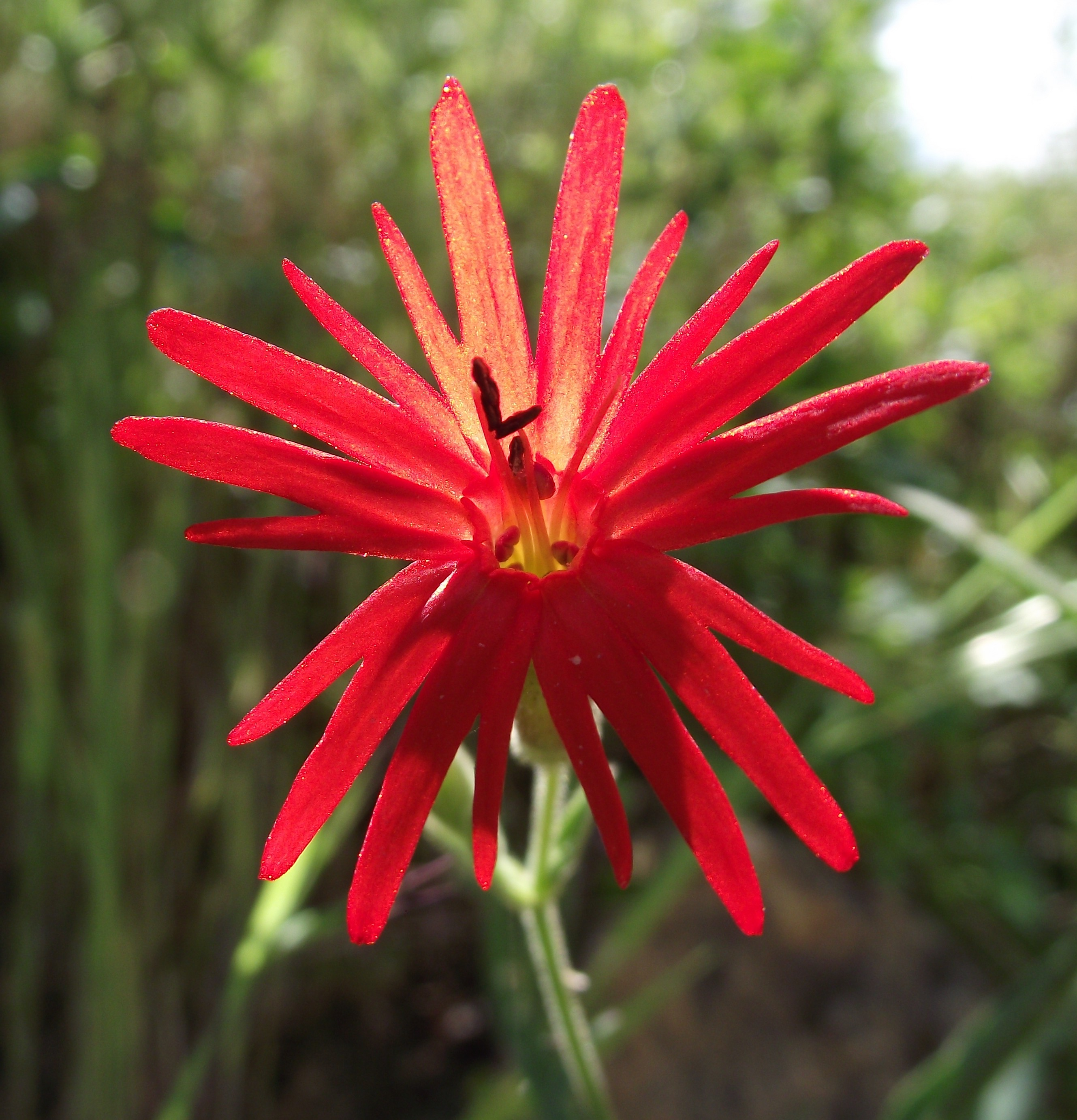
Silene laciniata
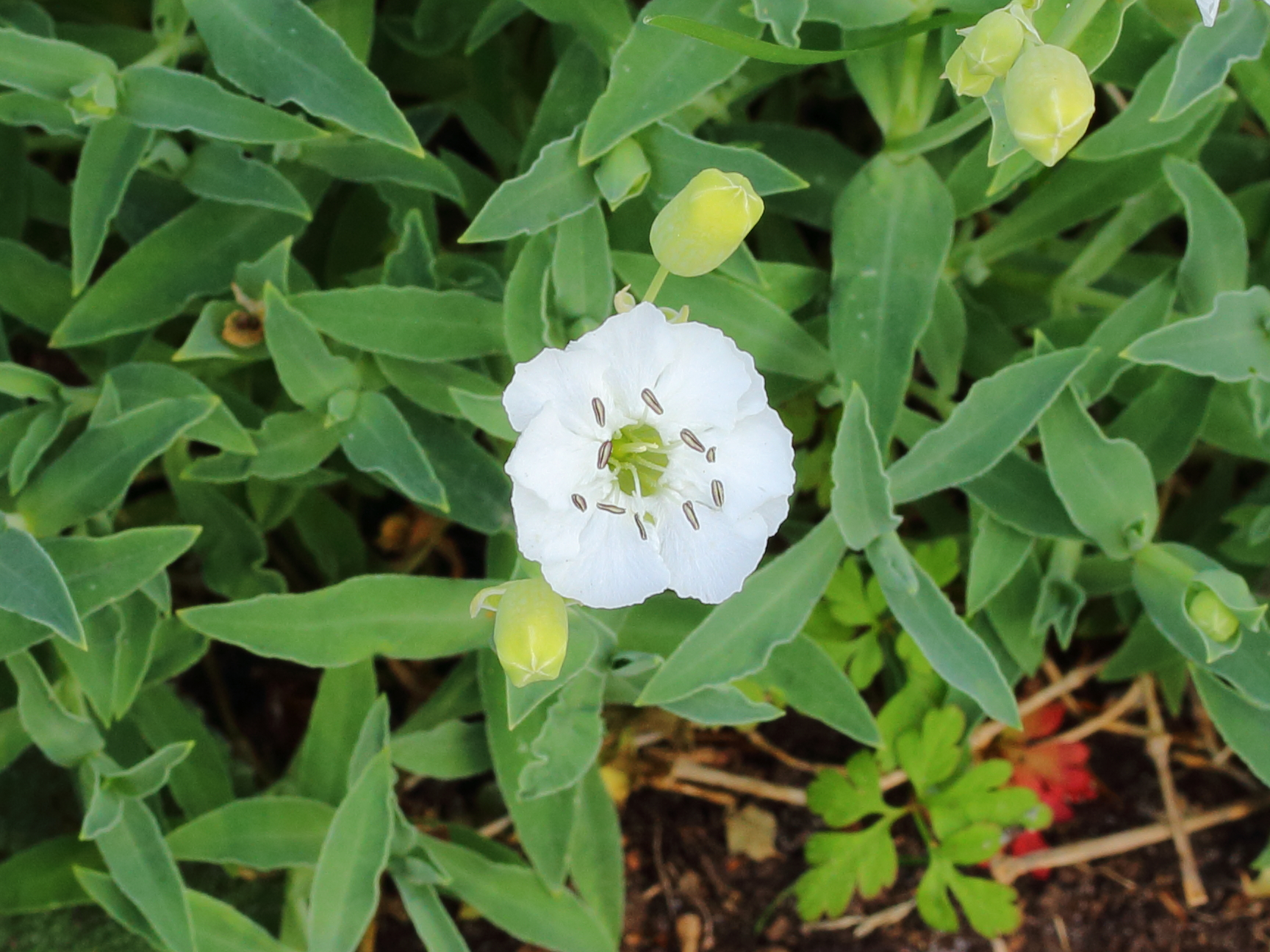
Silene maritima
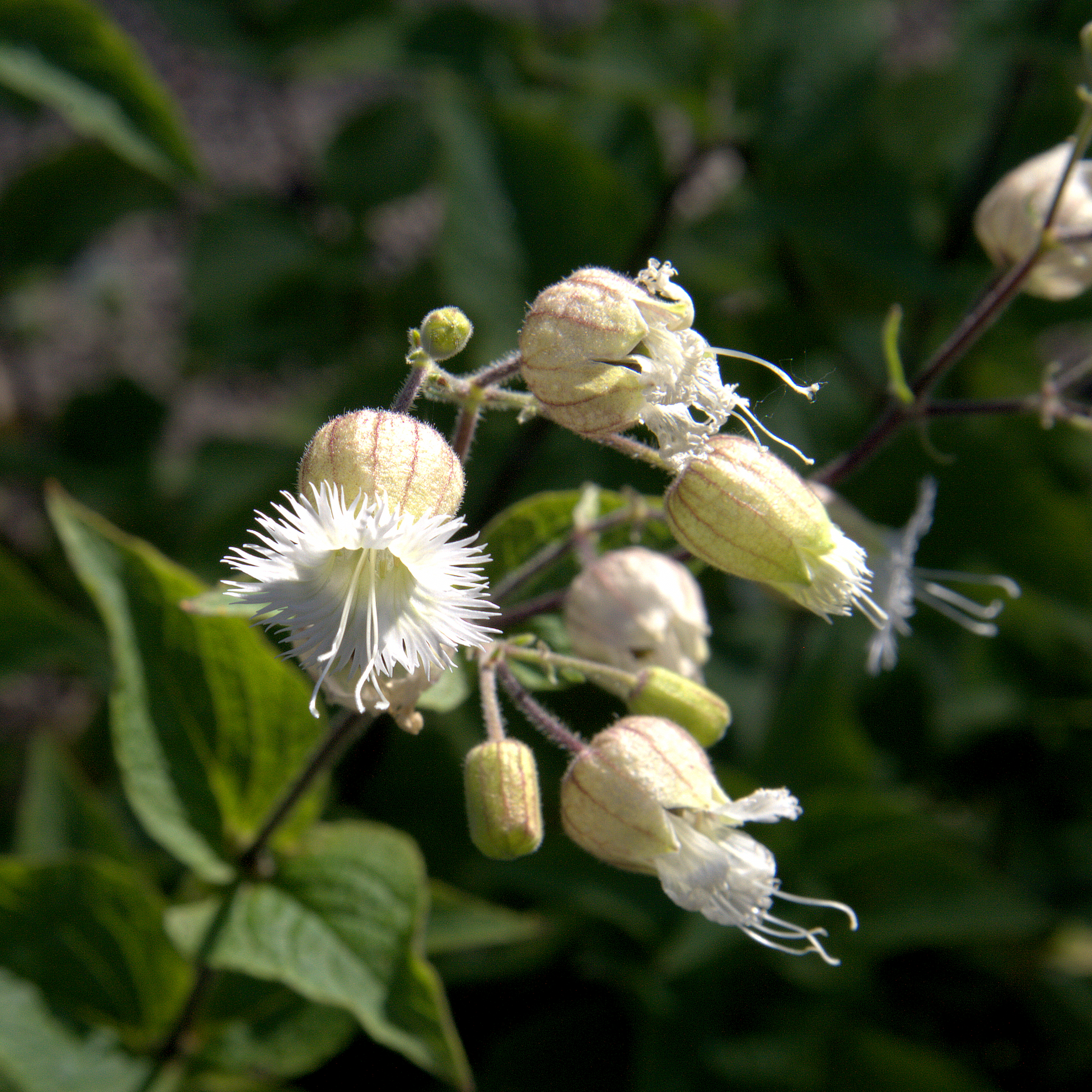
Silene multifida
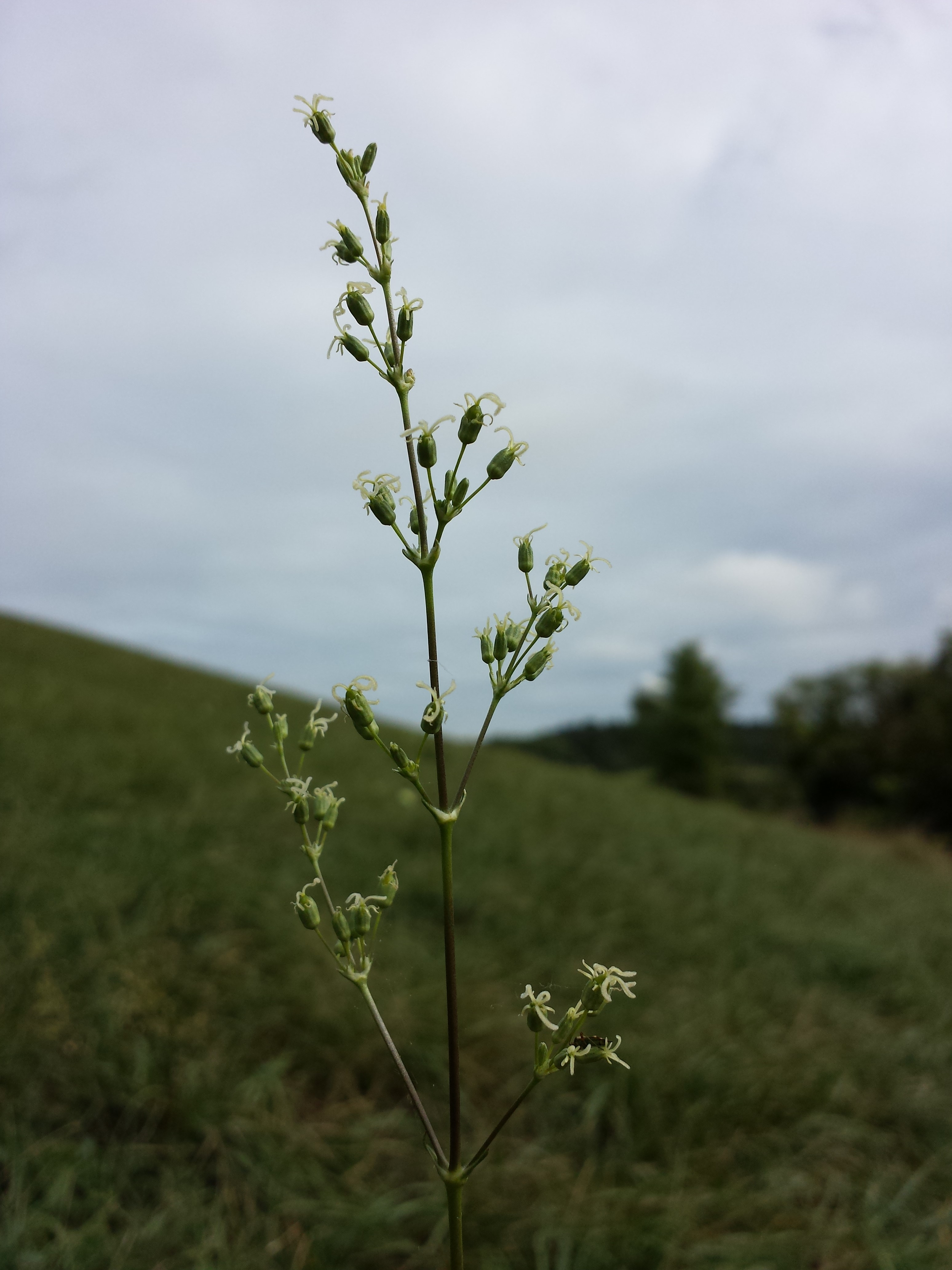
Silene otites subsp. otites
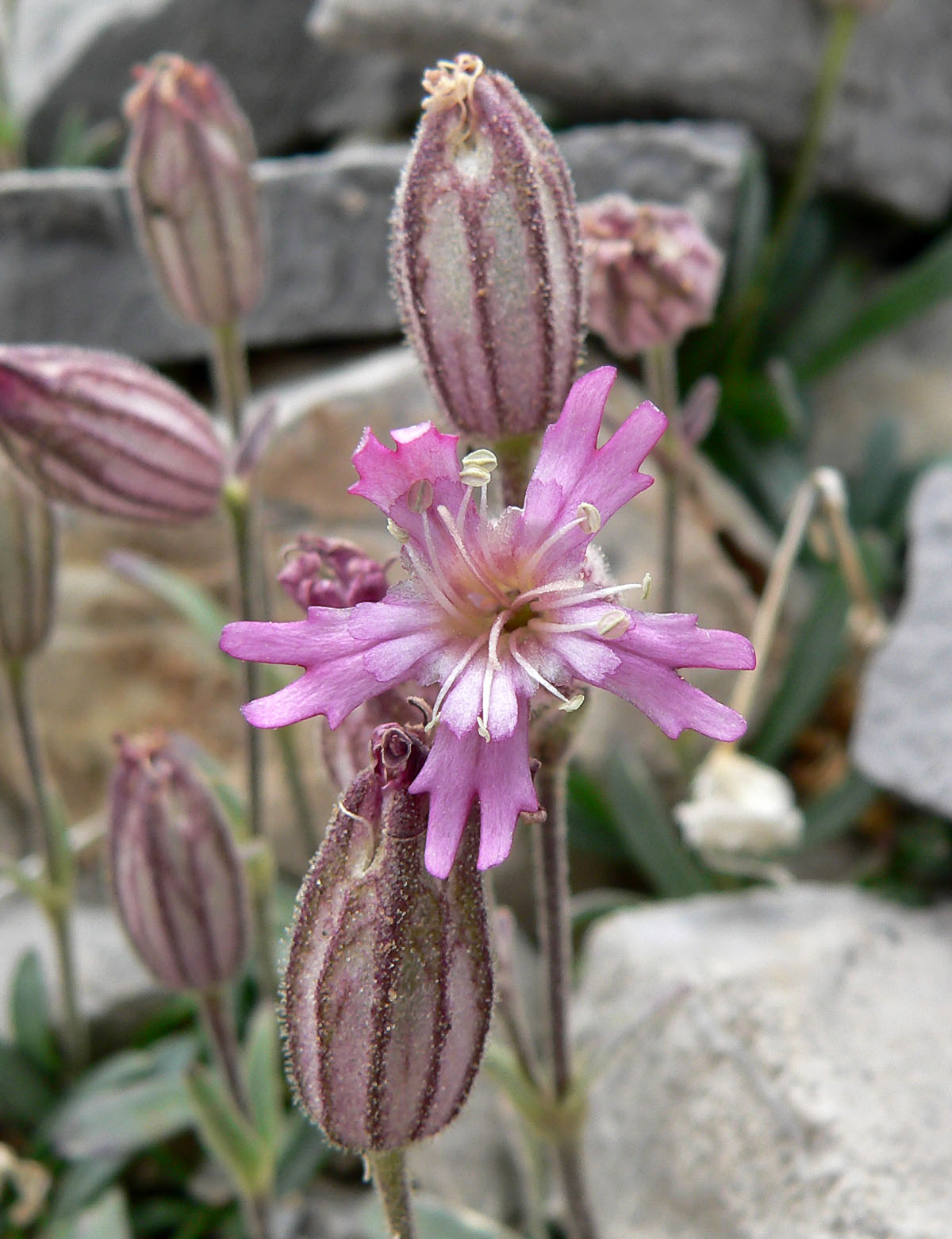
Silene petersonii
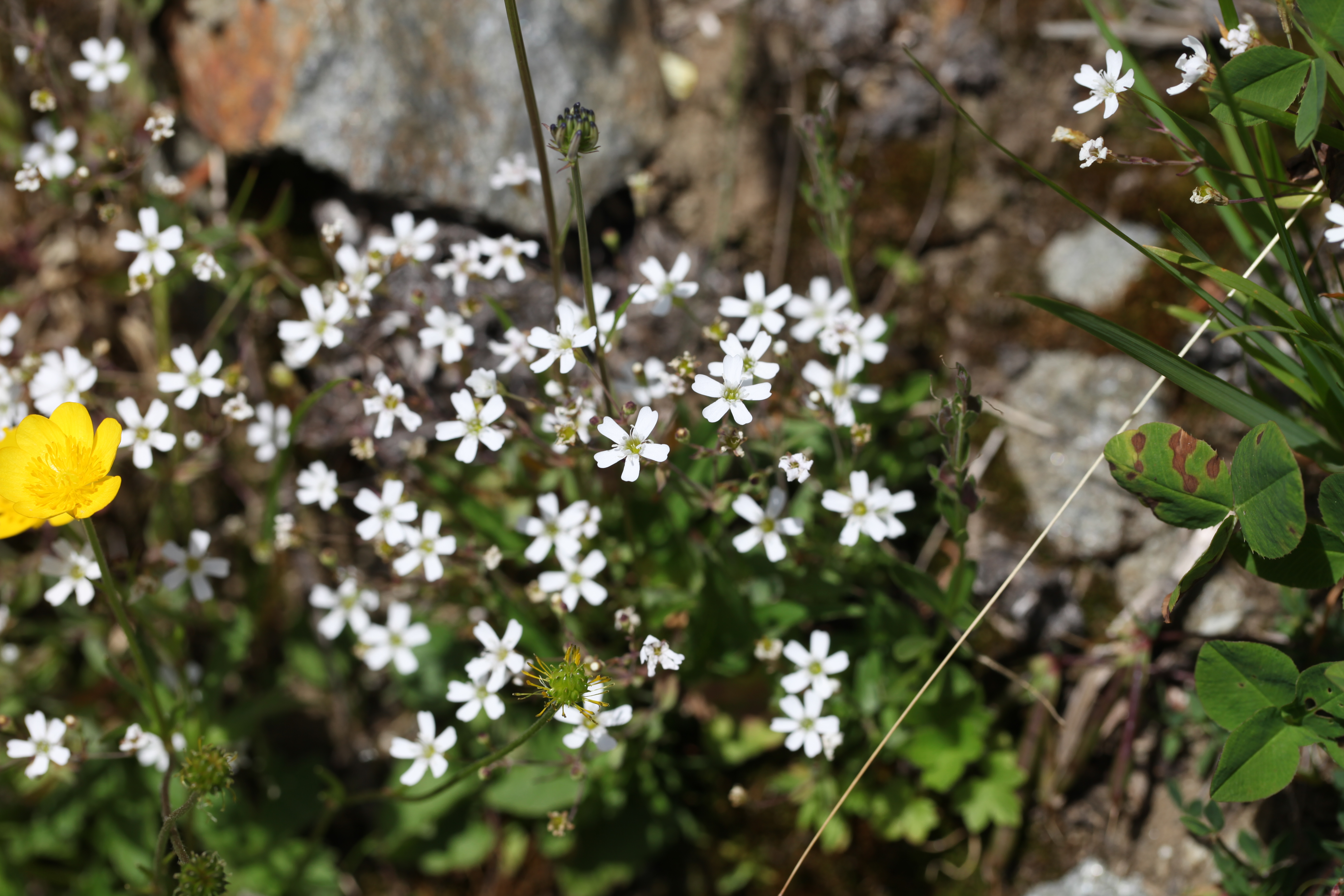
Silene rupestris
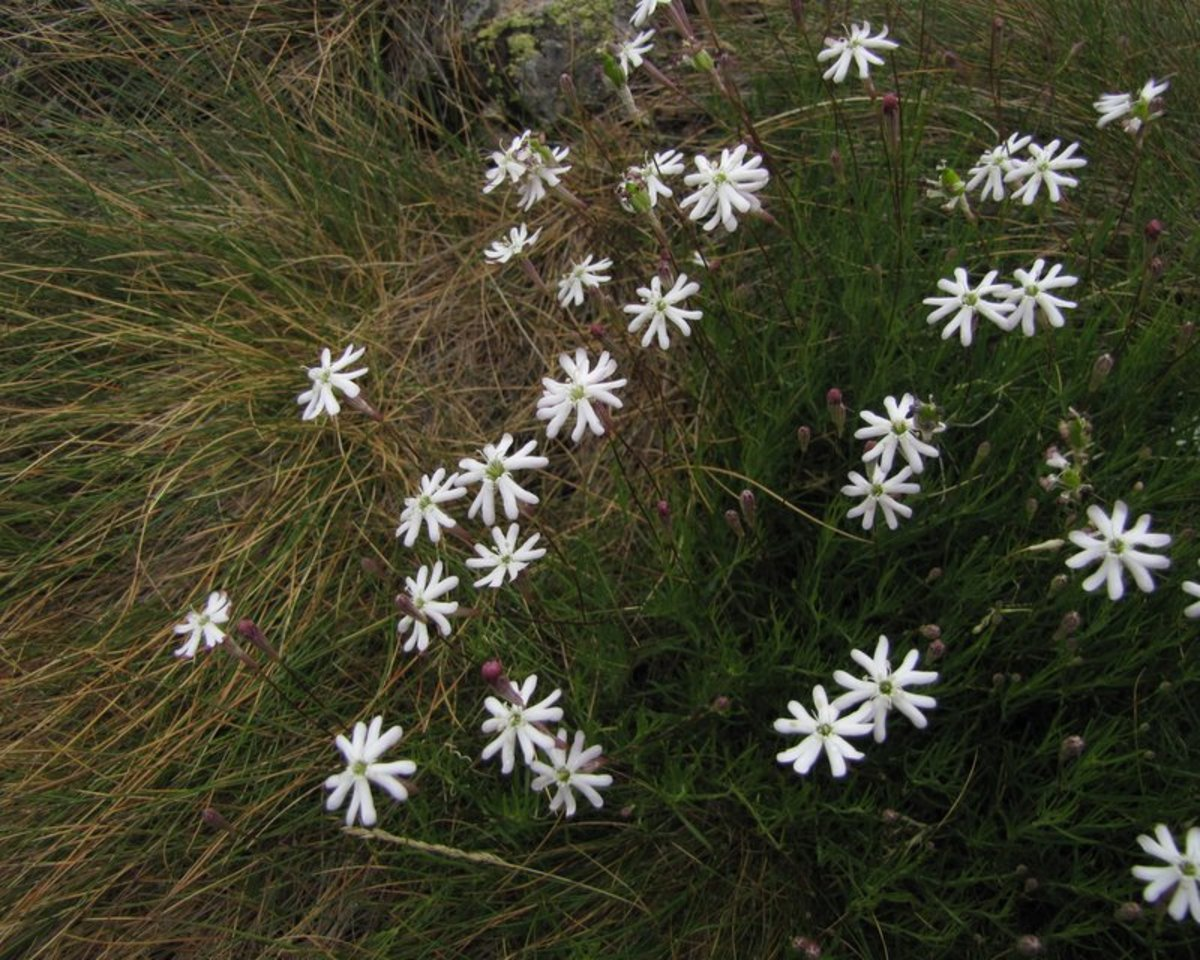
Silene saxifraga
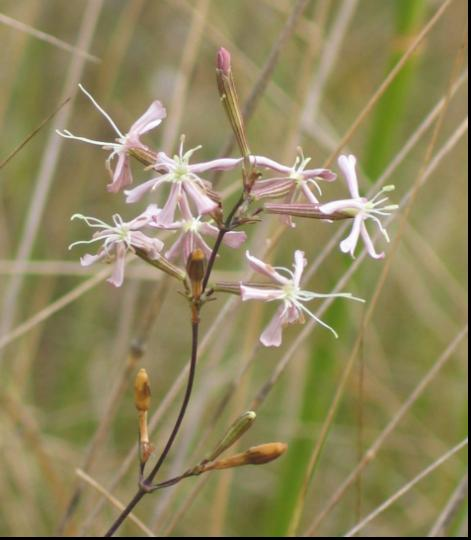
Silene sennenii
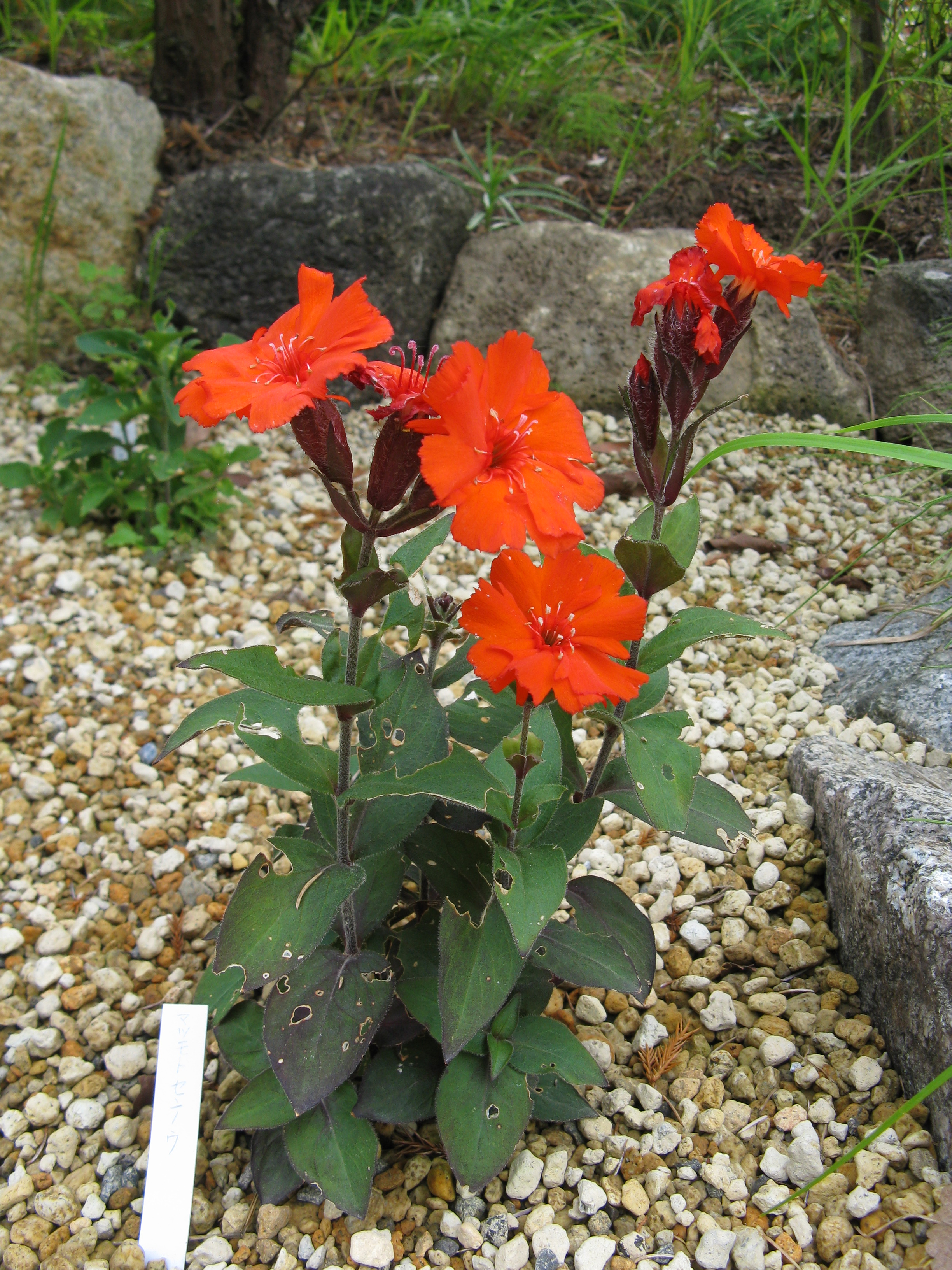
Silene sieboldii
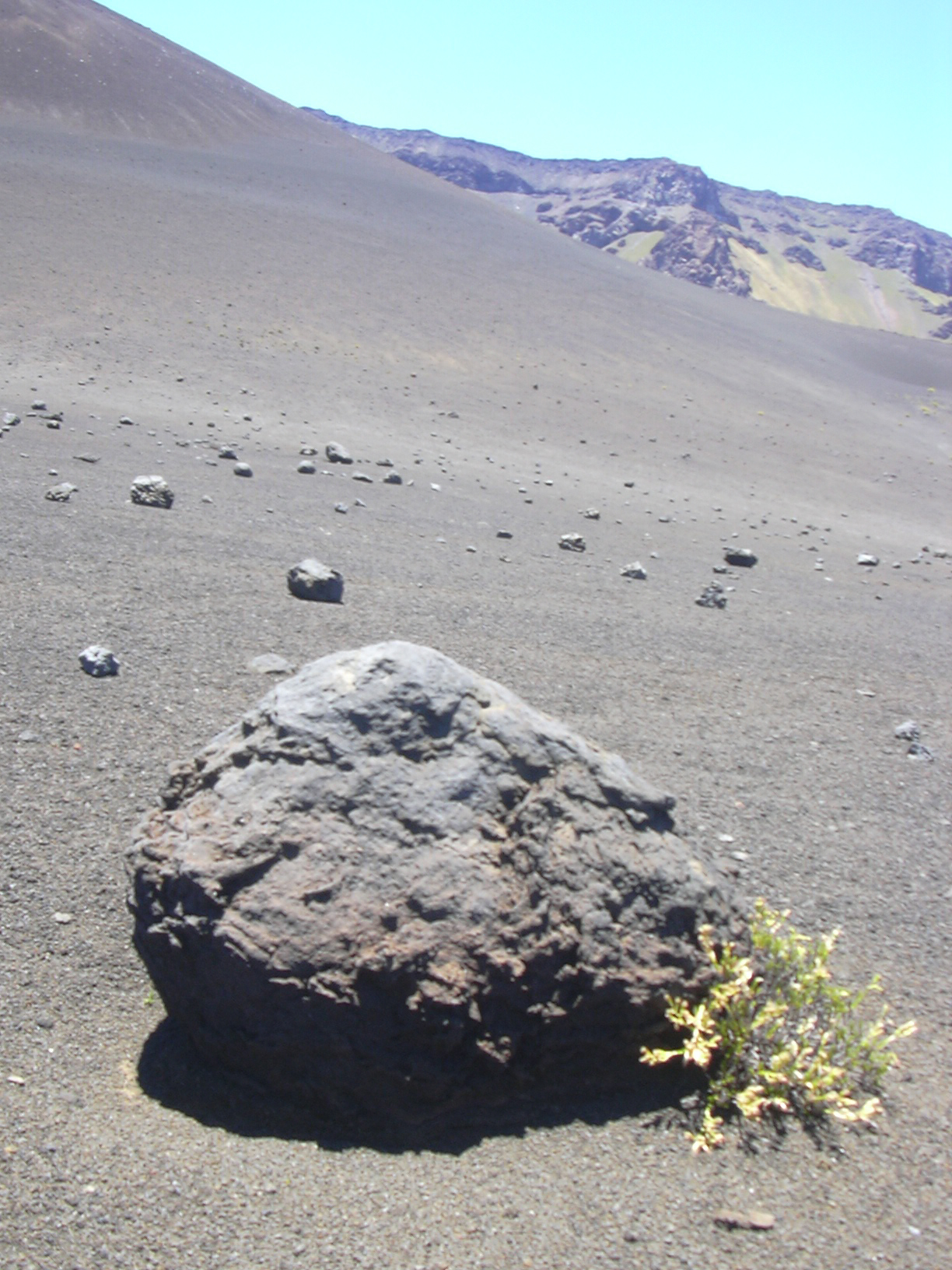
Silene struthioloides
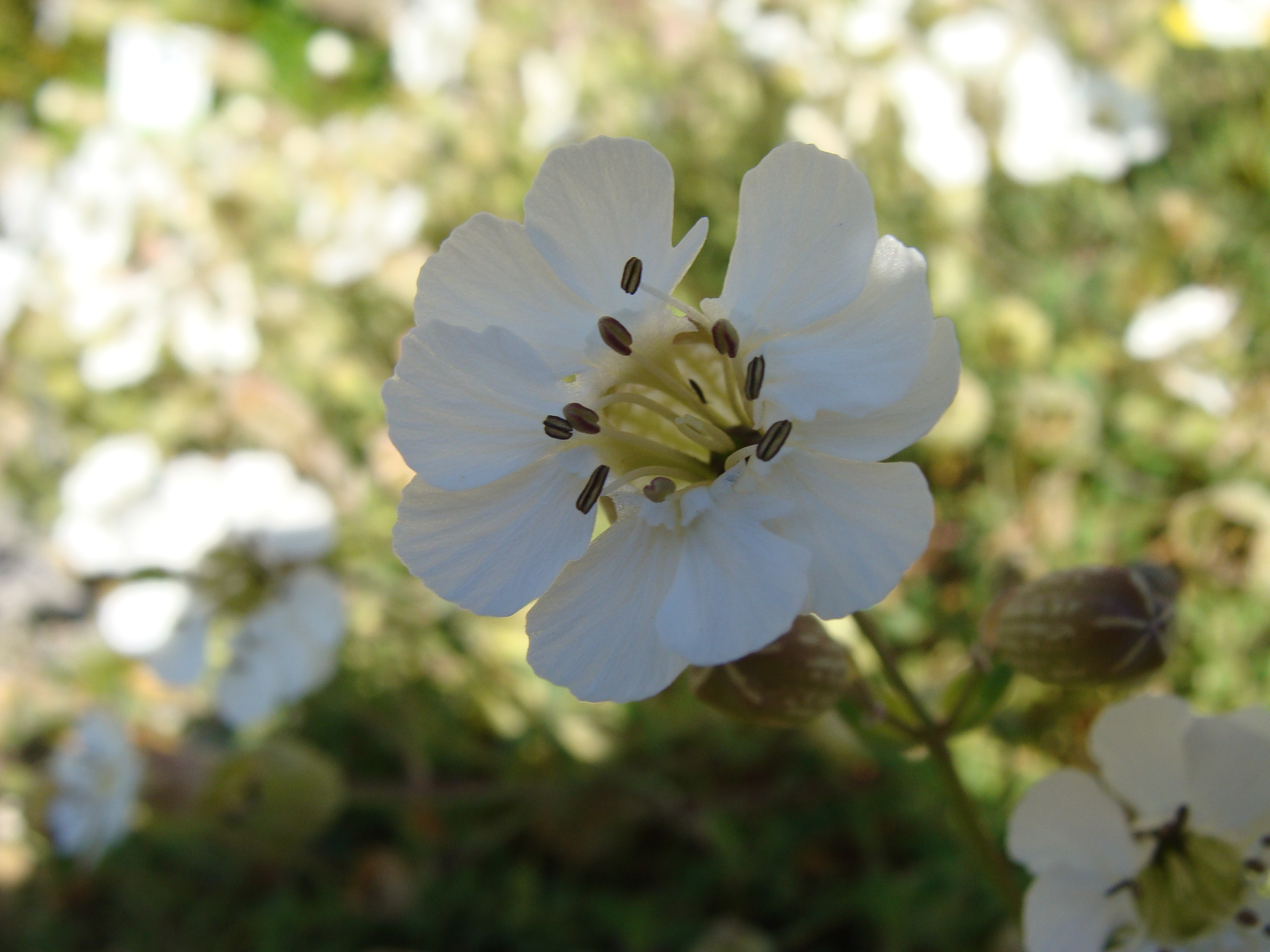
Silene uniflora
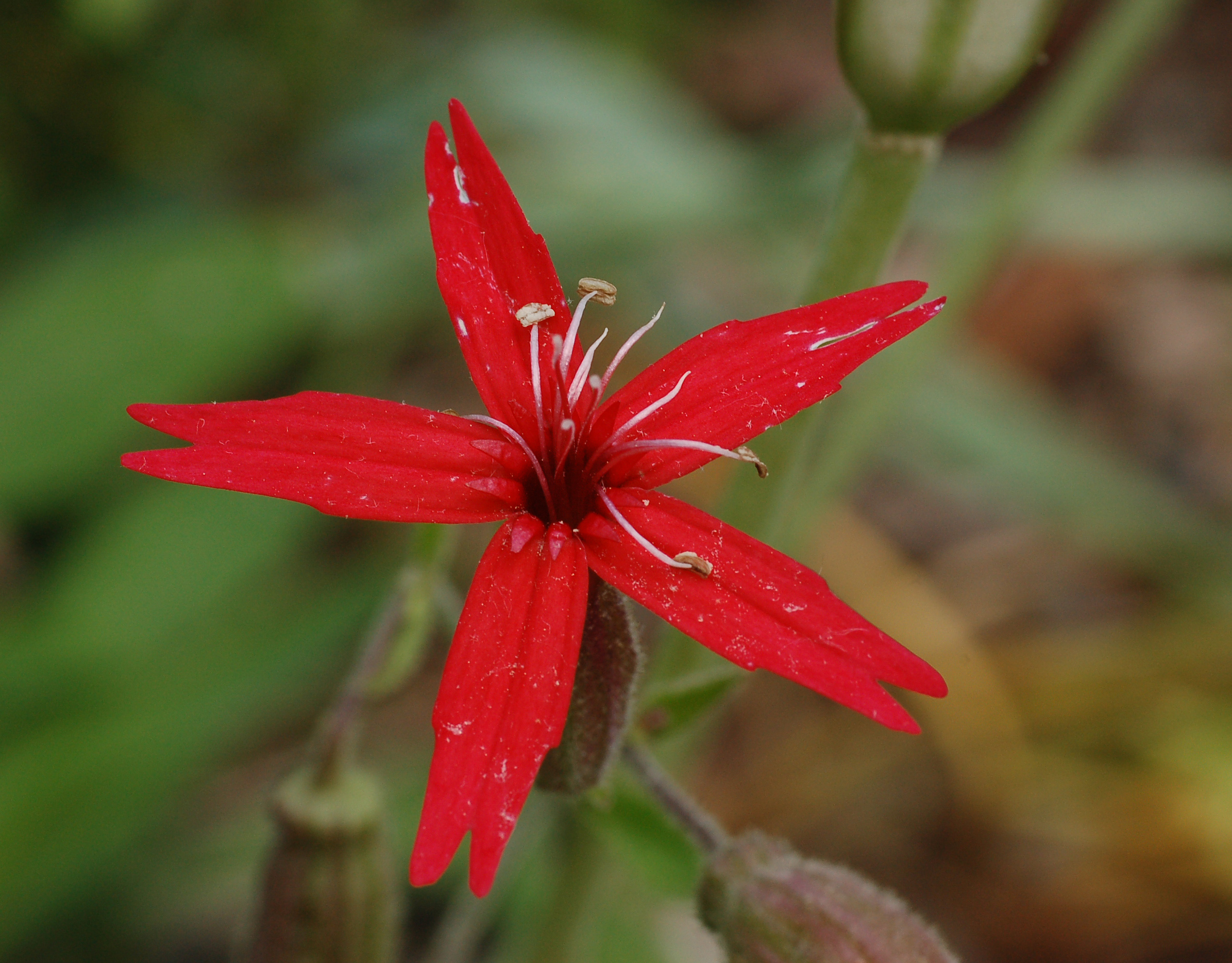
Silene virginica
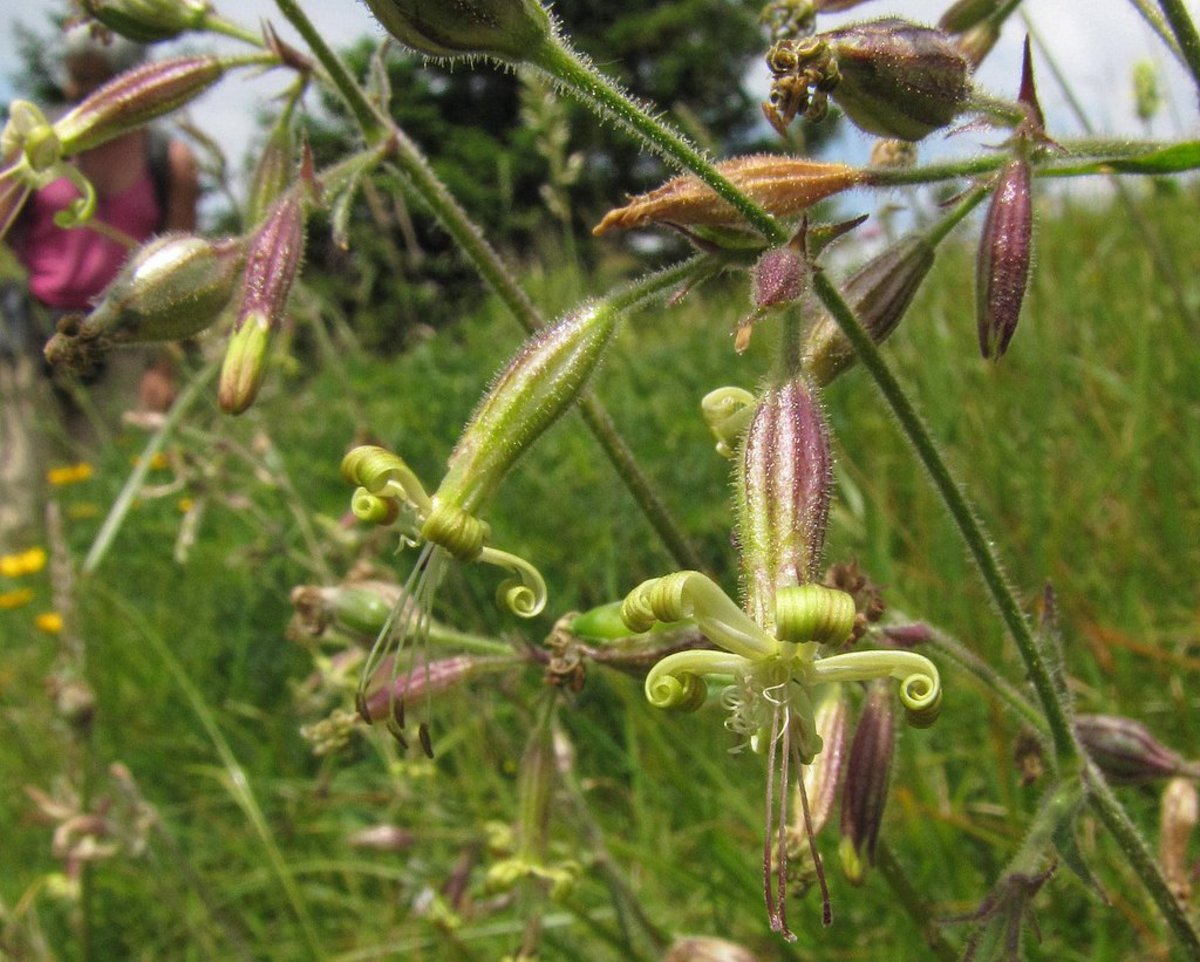
Silene viridiflora
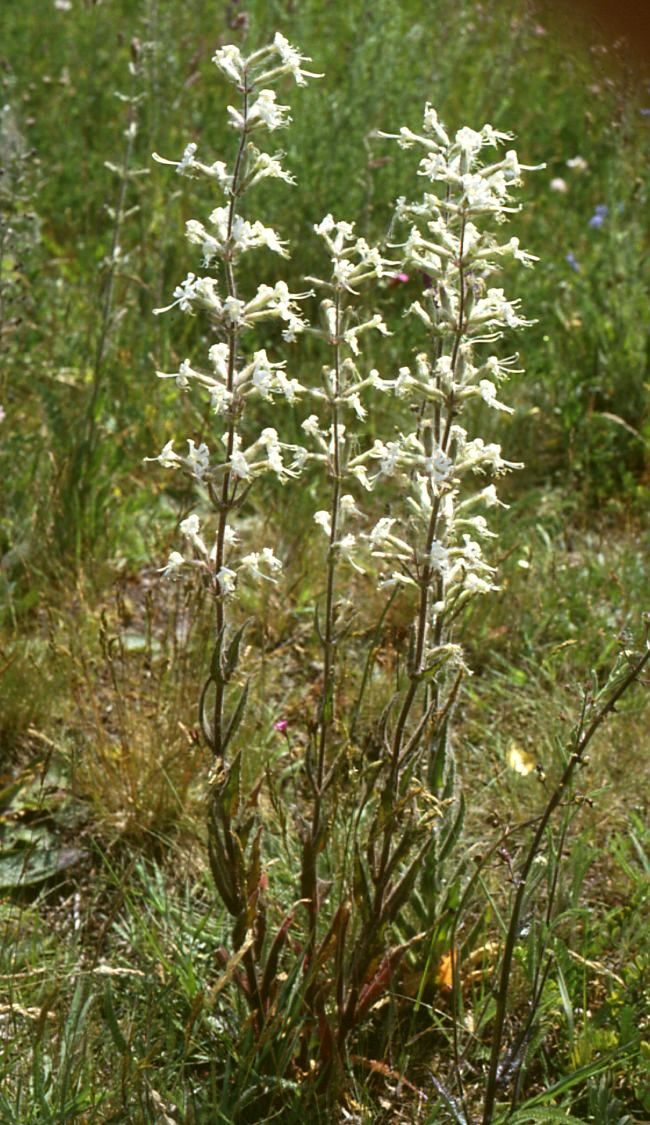
Silene viscosa
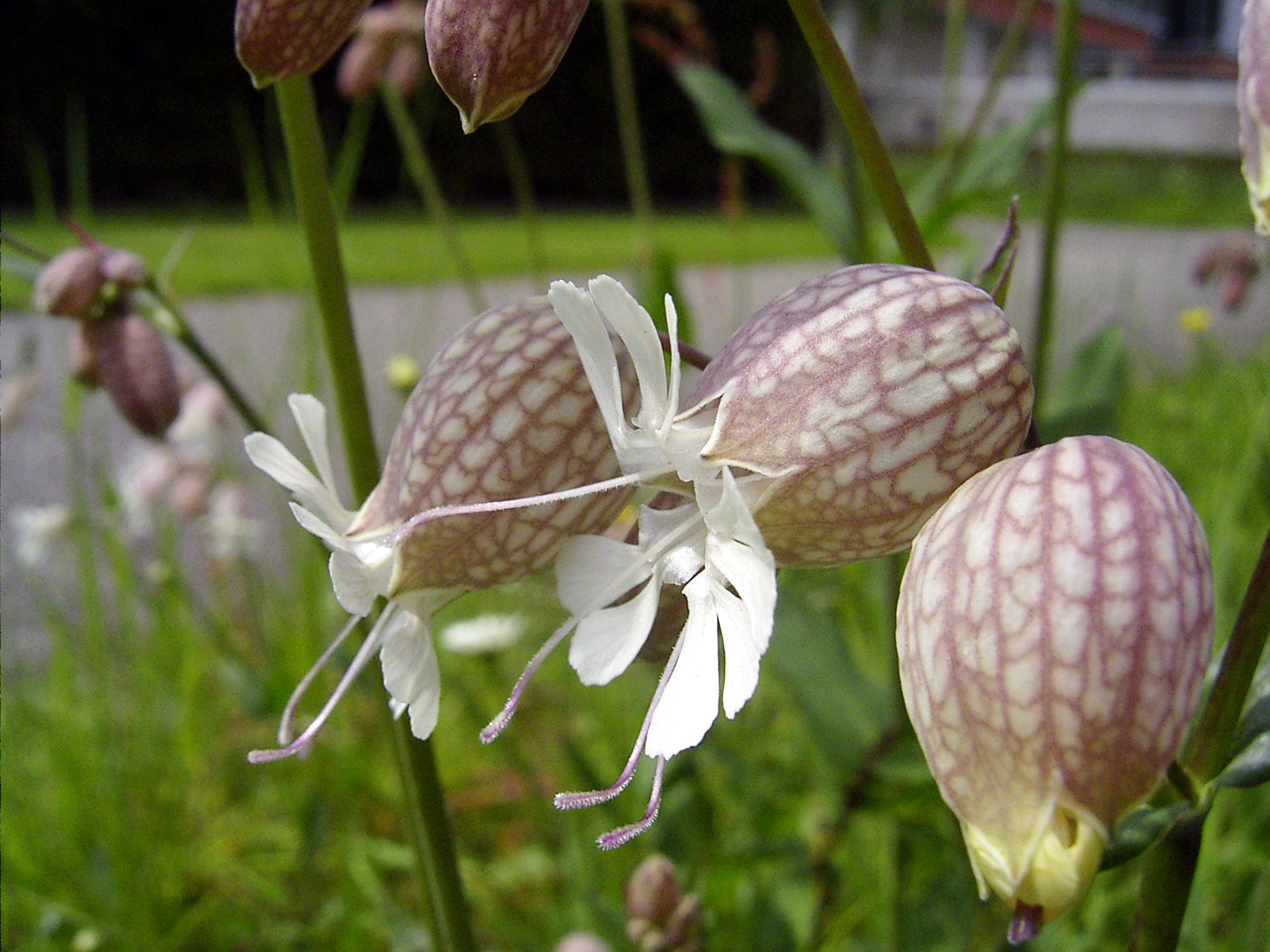
Silene vulgaris